# Konin

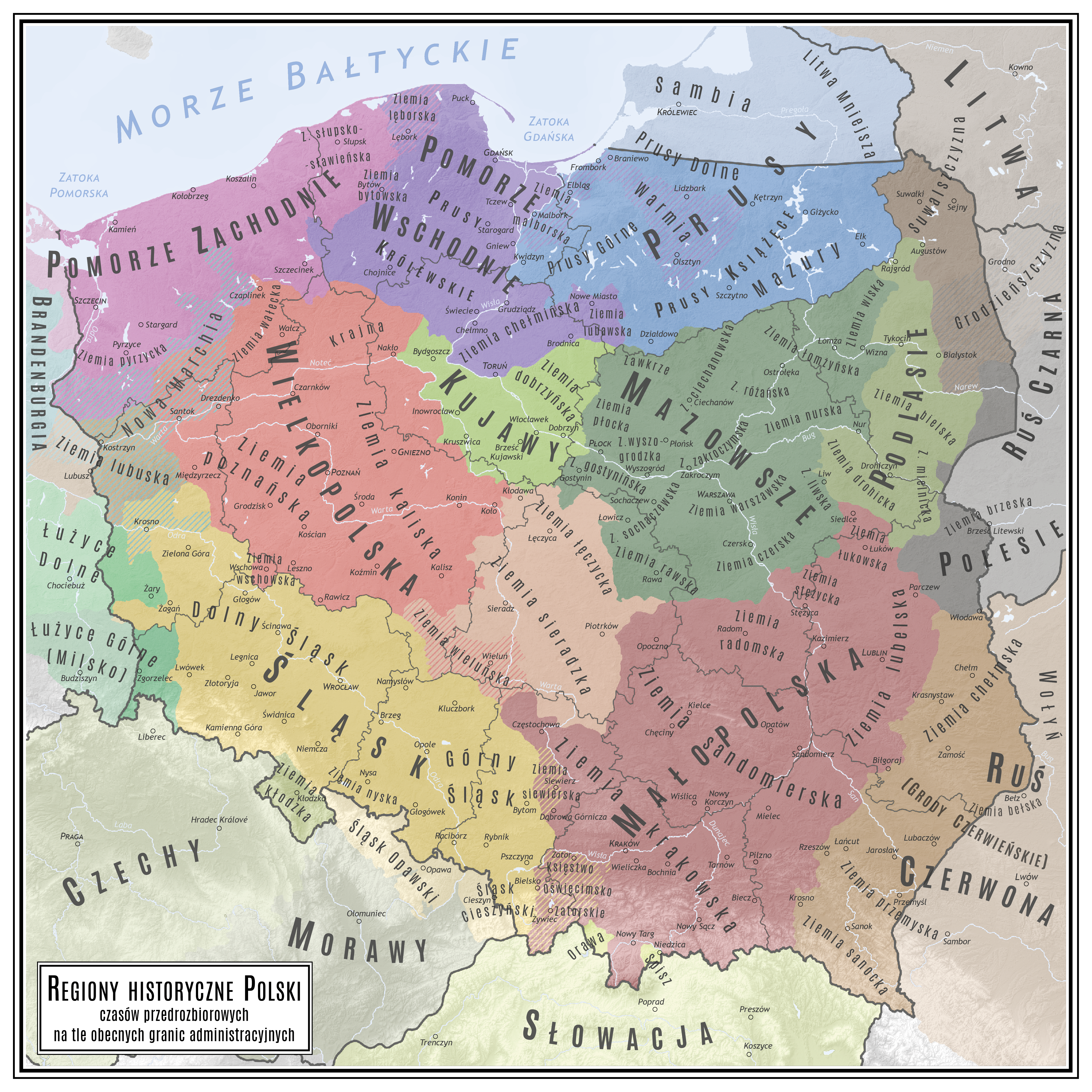
Konin, ziemia kaliska i inne krainy historyczne Polski na tle współczesnych granic administracyjnych

Konin – miasto na prawach powiatu w środkowej Polsce, w województwie wielkopolskim, siedziba powiatu konińskiego; leży w Dolinie Konińskiej, nad Wartą; główny ośrodek Konińskiego Zagłębia Węgla Brunatnego.
Konin uzyskał lokację miejską przed 1293 rokiem. Był miastem królewskim Korony Królestwa Polskiego, należącym do starostwa konińskiego, w drugiej połowie XVI wieku leżał w powiecie konińskim województwa kaliskiego.
W latach 1975–1998 stolica województwa konińskiego.
Według danych GUS z 31 grudnia 2024 roku, Konin liczył 66 103 mieszkańców i był pod względem liczby ludności piątym (po Poznaniu, Kaliszu, Pile oraz Ostrowie Wielkopolskim) miastem w województwie wielkopolskim, a także 48. spośród najludniejszych miast w Polsce.

## Położenie
Konin leży na Pojezierzu Wielkopolskim i Nizinie Południowowielkopolskiej, nad Wartą, u ujścia Kanału Ślesińskiego, około 54 km na północ od Kalisza i około 92 km na wschód od Poznania. Miasto położone jest na skraju kilku mezoregionów fizycznogeograficznych; historyczna część miasta (tzw. Stary Konin) leży w Dolinie Konińskiej, na lewym brzegu Warty, pozostałe dzielnice lewobrzeżne leżą na Równinie Rychwalskiej i Wysoczyźnie Tureckiej. Dzielnice prawobrzeżne (tzw. Nowy Konin), których budowę rozpoczęto w 1949 roku, leżą w Dolinie Konińskiej i na Pojezierzu Kujawskim. W dolinie Warty leży wyspa rzeczna Pociejewo, zaś w północnej, przemysłowej części miasta, leży Jezioro Gosławskie i Jezioro Pątnowskie. Przez miasto przebiega linia kolejowa nr 3 oraz drogi krajowe o nr 25, 72 i 92; około 8 km na południe od miasta biegnie autostrada A2.
Konin położony jest we wschodniej części historycznej Wielkopolski, w Kaliskiem, na ziemi kaliskiej. Do II rozbioru Polski (1793) leżał w województwie kaliskim. Po utworzeniu Księstwa Warszawskiego (1807) znalazł się w departamencie kaliskim. Po utworzeniu Królestwa Polskiego (1815) znajdował się w województwie kaliskim i był niewielkim ośrodkiem przemysłowym w kalisko-mazowieckim okręgu przemysłowym.

## Nazwa
Miasto ma metrykę średniowieczną i notowane jest od XIII wieku. W 1250 jako Lisiec ante Conin, 1283 civitas nostra Kunyn, 1284 in Conyn, 1292 in Conino, 1301 in Quonin, 1397 de Conyn, 1438 in Conyn, 1511–23 antiqua Conyn, 1579 Konin, 1674 Kunin, 1789 Miasto Konin, 1883 Konin.
Nazwa miasta pochodzi od zoonimicznej nazwy osobowej zwierzęcia konia umieszczonego w herbie miejscowości.

## Historia

### Początki miasta
Z około 9000-8000 roku p.n.e. pochodzą znalezione na wydmach nadwarciańskich narzędzia krzemienne – ostrza trzoneczkowe, drapacze, rylce i noże, świadczące o istnieniu na terenie obecnego Konina, oraz w jego okolicach, skupisk ludności z kultury świderskiej. Z późniejszego okresu pochodzi cmentarzysko ludności z kultury przeworskiej.
Lokalny gród istniał już w X w., to wokół niego powstało miasto. Pierwsza wzmianka o Koninie (tj. wójcie Gosławie z Konina) pochodzi z 1293 roku. Konin był początkowo osadą na wyspie wśród rozlewisk Warty strzegącą brodu, a następnie mostu (pierwsza wzmianka z 1328 roku) na szlaku między Kaliszem a Kruszwicą.
W 1306 roku miasto opowiedziało się po stronie Władysława Łokietka w walce o koronę polską. Z podobnego okresu pochodzą wzmianki o kasztelanach konińskich.

W 1331 roku gród został spalony przez Krzyżaków, następnie- na polecenie Kazimierza Wielkiego - odbudowany w latach 1333–1370, kiedy to król polski nakazał zbudować zamek murowany w Koninie. Miasto zostało otoczone murem z basztami i stało się siedzibą powiatu sądowego. Starosta koniński rezydował w nieistniejącym już zamku, gdzie odbywały się sądy szlacheckie: ziemski i grodzki, które przetrwały do rozbiorów. 

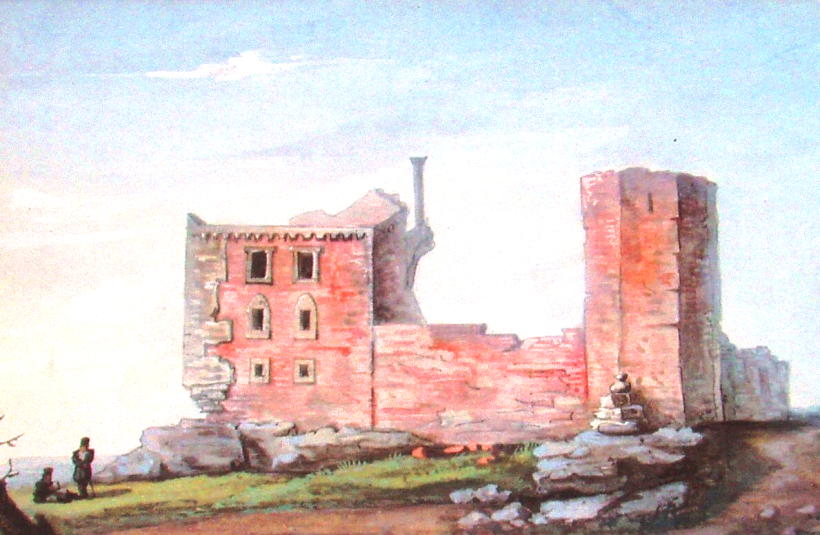
Zamek w Koninie wybudowany przez Kazimierza Wielkiego w latach 1333–1370.

Skupisko żydowskie pojawiło się w Koninie w 1418 roku.
Od 1425 roku w Koninie odbywały się dwa jarmarki w roku.
W czasie wojny trzynastoletniej Konin wystawił w 1458 roku 15 pieszych na odsiecz oblężonej polskiej załogi Zamku w Malborku.
Miasto rozwijało się w XV i XVI wieku. W 1557 roku w mieście było: 8 rzemieślników, 14 piekarzy, 21 szewców oraz 4 rybaków, jedna cegielnia oraz młyn miejski. Kilka dekad później, w XVII wieku, rozwinęło się w mieście sukiennictwo. W 1616 roku czynnych było w mieście 30 warsztatów sukienniczych.
Po śmierci Zygmunta Augusta w 1572 roku w mieście przez sześć miesięcy mieszkał biskup Jean de Monluc, który przybył do Polski by działać na rzecz elekcji Francuza, Henryka III Walezjusza na pierwszego, wybieranego króla Polski.
W XVII w. nadeszło pasmo klęsk: epidemie (1628–1631, 1662), seria pożarów, okupacja i złupienie miasta przez Szwedów (1655-1656). W tym okresie Szwedzi zniszczyli zamek. Opuszczony stał do 1818 roku kiedy to, z rozkazu zaborowego, pruskiego rządu, został rozebrany. Poważnym zniszczeniom uległy również fortyfikacje miasta, które po potopie szwedzkim nie były już remontowane. Do ich rozbiórki przystąpiono na przełomie XVIII i XIX wieku, a ostatnie większe fragmenty znikły w 1816 roku. Rozebrana została również północna Brama Toruńska oraz południowa Brama Kaliska.
W 1646 roku Władysław IV Waza wydał przywilej odnawiający dwa jarmarki w mieście i zapewniający ochronę kupcom udającym się oraz powracającym z tych jarmarków.

W 1652 roku dekret starościński zezwolił osiadłym w mieście Szkotom na posiadanie browarów i wyrobu piwa. 

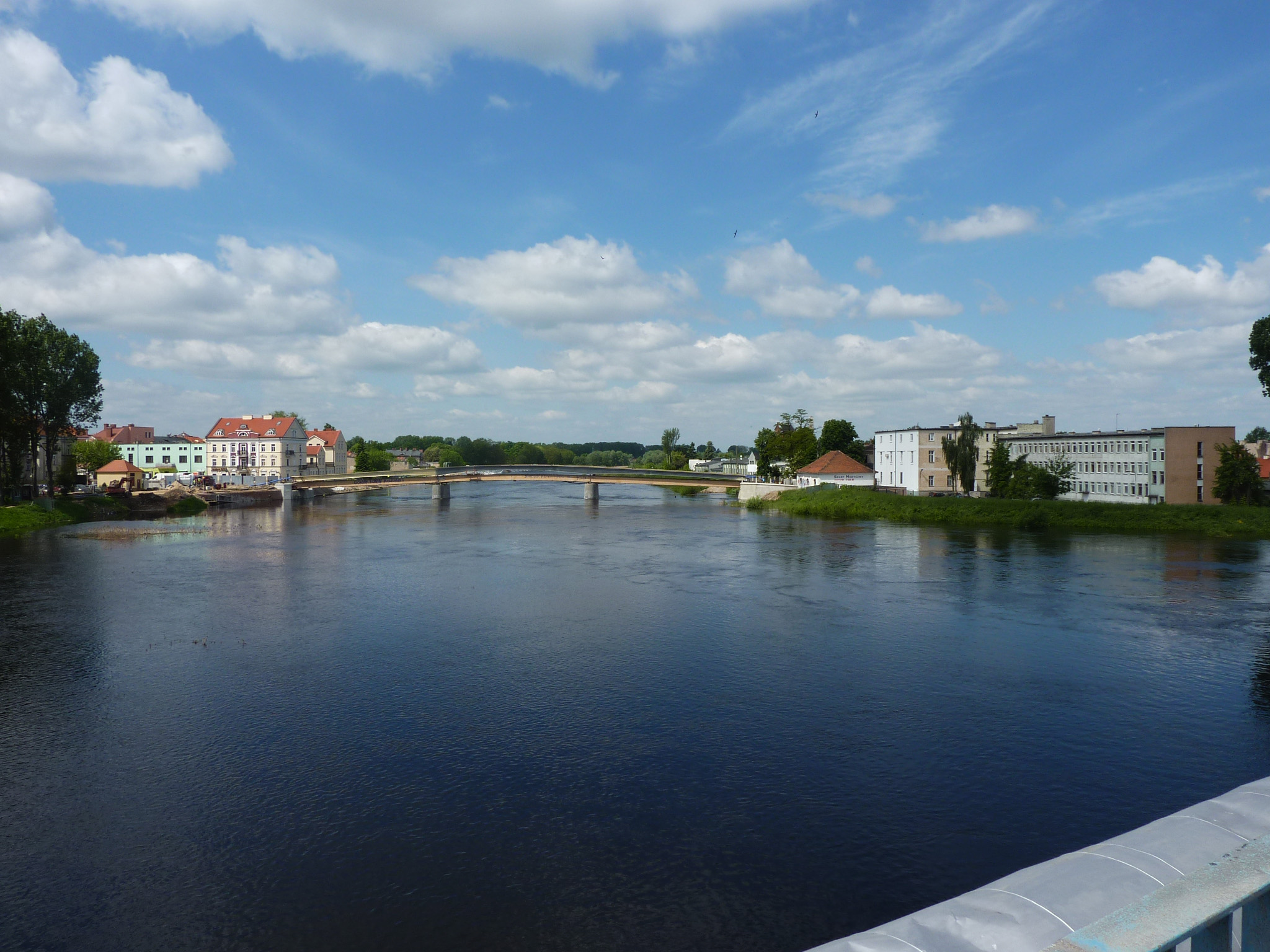
Widok z mostu Warszawskiego na Wartę (w czasie powodzi w 2010)

### Rozbiory Polski

Mapa miasta Konina i okolic (ok. 1790 r.)

Do 1793 Konin leżał w województwie kaliskim, lecz w wyniku II rozbioru Polski znalazł się na obszarze zaboru pruskiego. Od 1795 był w departamencie kaliskim Prus Południowych, a od 1807 w departamencie kaliskim Księstwa Warszawskiego.
W 1793 roku w mieście było 22 szewców, 13 garncarzy i 8 kuśnierzy. W ciągu roku odbywało się 8 jarmarków, połączonych ze spędem bydła.
27 sierpnia 1794 roku pod Koninem doszło do jednej z bitew insurekcji kościuszkowskiej z Niemcami. 29 sierpnia 1794 roku powstańcy wkroczyli do Konina. Dwa lata później, w 1796 roku, miasto zostało poważnie uszkodzone przez pożar.
9 listopada 1806 roku władzę w mieście przejęli Polacy.
W 1808 roku Konin liczył 2015 (???) mieszkańców.
W 1810 roku pierwszym konińskim rabinem został Cwi Hirsz Auerbach (założyciel pierwszej konińskiej jesziwy).

#### Królestwo Polskie
Po kongresie wiedeńskim (1815) Konin znalazł się w granicach Królestwa Polskiego, w województwie kaliskim. Po utworzeniu kalisko-mazowieckiego okręgu przemysłowego w mieście powstało wiele nowych budynków. Ostatecznie rozebrane zostały resztki zamku, a w jego miejsce powstała dzielnica żydowska. W 1829 roku w Koninie zakończono budowę dużej synagogi.
W 1863 roku w mieście utworzono progimnazjum.
W czasie powstania styczniowego w 1863 roku w okolicy Konina miało miejsce kilka potyczek i bitew. 5 listopada 1863 roku w Koninie Rosjanie rozstrzelali Zygmunta Waryłkiewicza, a 19 lipca 1864 roku stracili o. Maksymiliana Tarejwę. Po powstaniu miasto zostało objęte represjami władz rosyjskich, a w samym Koninie ulokowano 13 Pułk Kargopolski.
Następne lata były pomyślne dla rozwoju Konina. W 1874 roku rozpoczęła swoją działalność straż ogniowa. W 1905 uruchomiona została miejska centrala telefoniczna, a 18 lipca 1906 roku Konin uzyskał międzymiastowe połączenie telefoniczne z Kaliszem. W 1908 roku powstał oddział Kaliskiego Towarzystwa Wioślarskiego. Zabudowa sięgała wówczas poza średniowieczne granice. Rozrastały się przedmieścia: Kaliskie, Kolskie i Słupeckie. Trwał proces brukowania ulic, a od 1916 (rok wybudowania elektrowni miejskiej) elektryfikacji miasta. W 1907 roku Konin powiększył się o pobliską Groblę Czarnkowską, na terenie której znajdowała się fabryka i pałac Edwarda Reymonda.
W 1896 roku miasto liczyło 7391 mieszkańców. Były w nim czynne: 2 fabryki maszyn i narzędzi rolniczych (jedna z nich stanowiła własność rodziny Reymondów, a druga należała do Włodarczyków), 2 zakłady kotlarskie, 4 garbarnie, mydlarnie oraz liczne drobne zakłady przemysłu spożywczego (m.in. 2 browary, destylarnia i wytwórnia wódek, 2 olejarnie, 3 fabryki octu, wytwórnia wody sodowej itp.). Przy mieście funkcjonowało 18 wiatraków.
W 1905 roku w mieście doszło do pierwszych strajków i manifestacji koninian. Z Polakami solidaryzowali się niektórzy Rosjanie, np. naczelnik powiatu Leonow, ostrzegający osoby zagrożone aresztowaniem. W tym samym czasie doszło do buntu wśród żołnierzy stacjonujących w Koninie.

#### I wojna światowa
Podczas I wojny światowej w okolicach Konina doszło do walki pomiędzy żołnierzami rosyjskimi a niemieckimi. Pod koniec sierpnia 1914 roku Konin został zajęty przez wojska niemieckie. W 1915 roku w Koninie zawiązały się pierwsze w mieście drużyny skautowe.
W 1917 roku w zewnętrzną ścianę kamienicy Zemełki wmurowano tablicę poświęconą pamięci Tadeusza Kościuszki.
11 listopada 1918 Niemcy zastrzelili kilku mieszkańców miasta. W tym dniu budynek Szkoły Handlowej, znajdującej się w kamienicy Zemełki, został przejęty przez POW. Na tę wiadomość przed budynkiem zgromadził się tłum uczniów. W tym czasie żołnierze POW udali się do gmachu starostwa z prośbą o wydanie broni. Jeden z niemieckich urzędników zadzwonił do koszar z prośbą o interwencję. Przybyli żołnierze, zastawszy tłum na placu, otworzyli w jego kierunku ogień. W wyniku salwy zginęło 5 osób, dwie z nich zmarły w szpitalu. Pogrzeb ofiar przerodził się w dużą manifestację patriotyczną. W 1984 roku na kamienicy odsłonięto tablicę ku czci ofiar. 12 listopada 1918 siły okupacyjne opuściły miasto.

### II Rzeczpospolita
Po odzyskaniu niepodległości Konin był kilkunastotysięcznym miastem powiatowym położonym na uboczu uczęszczanych szlaków komunikacyjnych (w 1921 roku miasto liczyło około 10 tysięcy mieszkańców oraz 240 zarejestrowanych zakładów przemysłowych, w tym 72 żydowskie). Pewne ożywienie gospodarcze przyniosła budowa linii kolejowej Strzałkowo–Kutno, łączącej miasto z Poznaniem i Warszawą (otwartej w 1922 roku) oraz kanału Warta–Gopło (rozpoczętego w 1937 roku).
Od 1921 roku wydawany był tygodnik „Głos Koniński”.
W 1927 roku burmistrzem był Ludwik Ganowicz, w 1928 roku został odznaczony Srebrnym Krzyżem Zasługi za „zasługi w pracy społecznej i samorządowej”.
W 1928 roku otwarto 3-letnią Szkołę Podoficerską dla Małoletnich. W tym samym roku liczba warsztatów rzemieślniczych wynosiła 487 (w tym 168 należało do Żydów).

### II wojna światowa
W czasie niemieckiej agresji na Polskę, trwającej od 1 września 1939 r., Konin był bombardowany przez niemieckie lotnictwo, po czym miasto zostało zajęte przez wojska niemieckie 14 września 1939 roku. 22 września 1939 roku Niemcy dokonali publicznej egzekucji dwóch mieszkańców Konina: restauratora Aleksandra Kurowskiego oraz kupca Mordche Słodkiego.
10 listopada 1939 roku niemieccy okupanci dokonali na Polakach mordu na cmentarzu żydowskim w Koninie.
Podczas wojny Konin był siedzibą niemieckich władz powiatowych i należał do ziem włączonych do terenów III Rzeszy (jako część Kraju Warty). W czasie okupacji niemieckiej Niemcy utworzyli w mieście getto otwarte, a ponadto zdewastowali synagogę, zniszczyli żydowski cmentarz, wyburzyli część zabudowań dzielnicy żydowskiej oraz przesiedlili niektórych Żydów do innych dalszych gett. W późniejszym czasie dokonali w okolicznych lasach eksterminacji ludności żydowskiej, która w 1939 roku stanowiła ok. 21% ogółu mieszkańców miasta (Holocaust przeżyło tylko około 200 konińskich Żydów). Z miasta w latach 1939–1941 wysiedlono również większość Polaków do Generalnego Gubernatorstwa, w zamian, w ramach akcji kolonizacyjnej Heim ins Reich, sprowadzono Niemców.
Na przełomie lat 1939 i 1940 w Koninie podjął działalność obwód Inspektoratu Kalisz Armii Krajowej. Po rozbiciu inspektoratu w Kaliszu przez gestapo w 1942 roku obwód przeniesiono do nowo utworzonego Inspektoratu Koło.
Pod koniec 1941 roku w Czarkowie (niedaleko stacji kolejowej) Niemcy założyli obóz pracy przymusowej dla Żydów, którzy byli zmuszani do rozbudowy konińskiego węzła kolejowego. Ciężkie warunki pracy, a także egzekucje więźniów sprawiły, że obóz stał się miejscem śmierci setek osób. 12 sierpnia 1943 roku w obozie doszło do buntu więźniów, a niedługo później miejsce to zostało zlikwidowane przez niemieckiego okupanta.
W 1942 roku Niemcy powiększyli obszar miasta o wsie Czarków i Wilków.
Konin został zdobyty 20 stycznia 1945 roku przez wojska radzieckie 8 Zmechanizowanego Korpusu Pancernego gen. Iwana Driomowa ze składu 1 Gwardyjskiej Armii Pancernej gen. Michaiła Katukowa. W walkach zginęło 10 żołnierzy radzieckich, a około 20 odniosło rany. Zabitych zostało także około 20 mieszkańców Konina.
21 stycznia 1945 roku powołano tymczasową radę miejską. Niedługo później wybrano także burmistrza (Władysława Stasińskiego) a swoją działalność rozpoczęło Starostwo Powiatowe (na czele z lekarzem – Władysławem Pałysem) oraz Komenda Powiatowa Milicji Obywatelskiej.

### Polska Ludowa
W lutym 1945 roku powołano w mieście komitet powiatowy Polskiej Partii Robotniczej (przy ul. Mickiewicza 21 w 1972 roku wmurowano tablicę pamiątkową upamiętniającą pierwsze posiedzenie komitetu). Niedługo potem – 9 marca 1945 roku, odbyła się pierwsza sesja Powiatowej Rady Narodowej. W tym samym roku naprawiono most na Warcie, a na korycie Ulgi zmontowano most wojskowy oraz uruchomiono odkrywkę w Morzysławiu. W 1945 roku przed ratuszem ustawiono Pomnik Wdzięczności poświęcony Armii Czerwonej. Wiosną 1945 roku założono Amatorski Klub Sportowy. Rok później rozpoczęła działalność brykietownia w Marantowie, a w 1948 roku Liceum Pedagogiczne w Morzysławiu. W latach 1949–1953 budowano pierwsze w Koninie osiedle mieszkaniowe przy stacji PKP. W 1948 roku uruchomiono nową drogę wodną łączącą Wartę z Jeziorem Gopło. Junacy z 20. Brygady Powszechnej Organizacji „Służba Polsce” w latach 1948–1952 wybudowali wał przeciwpowodziowy wzdłuż brzegu Warty. W 1952 roku oddano do użytku nowy most na Warcie.
Od 1953 roku rozpoczął się gwałtowny rozwój miasta związany z odkryciem złóż węgla brunatnego. W tym samym roku wydobyto pierwszy węgiel z odkrywki „Niesłusz”. W latach 1953–1958 trwała budowa pierwszego etapu elektrowni „Konin”, będącej pierwszą elektrownią w kraju, która wykorzystywała węgiel brunatny jako paliwo. W 1958 roku rozpoczęto wydobywanie węgla z odkrywki „Gosławice”. Rok 1958 to również moment założenia Muzeum Regionalnego w mieście przez miejscowy oddział PTTK. W 1959 roku na terenie dawnego cmentarza żydowskiego ustawiono Pomnik Ofiar Faszyzmu.
Już od stycznia 1945 roku mieszkańcy Konina i okolic byli terroryzowani przez komunistów. Na terenie miasta nowi okupanci utworzyli więzienie komunistyczne, znajdujące się w murach byłego więzienia niemieckiego przy ulicy Wodnej 7 i 7a, areszt Urzędu Bezpieczeństwa na Szarych Szeregach 1 i siedzibę Milicji Obywatelskiej na Żwirki i Wigury 7. W tych miejscach byli przetrzymywani i mordowani, tzw. „wrogowie ludu”, czyli np. Żołnierze Wyklęci czy tzw. „kułacy”. Oprócz tych miejsc komuniści dokonywali również egzekucji na Polakach na terenie byłej carskiej strzelnicy przy ulicy Ametystowej i Trasie Bursztynowej (jest to jak dotąd jedyne na terenie miasta miejsce upamiętniające ofiary reżimu komunistycznego z powiatu konińskiego).
W 1960 roku Konin liczył 17 tys. mieszkańców.
W 1961 roku rozpoczęto budowę Huty Aluminium „Konin” (prace zakończono w 1966 roku). Rok później zelektryfikowano linię kolejową na odcinku Konin-Kutno. Rozpoczęto również eksploatację odkrywki „Pątnów”, a rok później uruchomiono elektrownię „Pątnów”. W 1963 roku utworzono Konińskie Towarzystwo Regionalne. W 1964 roku oddano do użytku zelektryfikowany odcinek linii kolejowej Poznań–Konin oraz rozpoczęto eksploatację odkrywki „Kazimierz”. W 1964 roku na Placu Zamkowym odsłonięto obelisk poświęcony pamięci poległych w latach czterdziestych milicjantów i ormowców.
W latach 1960-1980 następuje bardzo szybki rozwój miasta i gwałtowny wzrost ludności, która w dwadzieścia lat się potraja. Miasto rozrasta się terytorialnie. Obok starego, zabytkowego centrum Konina wyrastają osiedla z wielkiej płyty i nowe zakłady pracy. Od 1965 roku budowano osiedle Kurów. W tym samym roku, z powodu odkrywki węgla brunatnego, zlikwidowano kolejkę wąskotorową Konin-Jabłonka Słupecka. W 1966 roku powstały Konińskie Zakłady Naprawcze Przemysłu Węgla Brunatnego (w późniejszym czasie przemianowane na Fabrykę Urządzeń Górnictwa Odkrywkowego), produkujące przenośniki taśmowe, różne rodzaje odlewy żeliwne, remontujące urządzenia elektryczne oraz wykonujące urządzenia prototypowe dla kopalń węgla brunatnego. W 1967 roku do Konina przyłączono wsie Chorzeń, Marantów, Morzysław i Niesłusz, na terenie których w późniejszym czasie powstały kolejne osiedla. W 1968 roku oddano do użytku gmach siedziby oddziału NBP.
W 1970 roku Konin liczył 40,7 tys. mieszkańców.
W 1970 roku rozpoczął swoją działalność Dom Kultury Zagłębia Konińskiego (na ówczesnym Placu PZPR). Dysponował on salą widowiskową na 500 miejsc i kinem „Centrum”. W tym samym roku ruszyło również wydobycie z odkrywki „Jóźwin”. W 1972 roku w hucie „Konin” uruchomiono walcownię, a także rozpoczął działalność Pałac Sportu (głównym projektantem był mistrz szabli – Wojciech Zabłocki) oraz zaczęto wydawać tygodnik – Wielkopolskie Zagłębie. W 1973 roku oddano do użytku wielospecjalistyczny szpital wojewódzki na 700 łóżek z Liceum Medycznym oraz zakład odzieżowy – Polaneks (późniejszy Konwart), który produkował koszule. W 1974 roku pierwsze pociągi ruszyły z Konina do Kazimierza Biskupiego. W tym samym roku otwarto Dom Handlowy „Centrum” oraz hotel „Konin” (wg projektu H. Kleszczewskiego) i stadion „XXX-lecia” dla 30 tysięcy widzów. W latach 70. rozpoczął swoją działalność Koniński Kombinat Budowlany (z produkowanych przez niego prefabrykatów zbudowano m.in. osiedle „Zatorze”). 1 stycznia 1975 roku ruszyła produkcja w Zakładzie Badawczo-Rozwojowym „Polmos”. W 1975 roku oddano również do użytku amfiteatr z 4600 miejscami dla widzów.
Od 1972 roku codziennie o godzinie 12:00 rozlegał się z wieży ratusza hejnał skomponowany przez Witolda Friemanna.
1 czerwca 1975 roku w wyniku reformy administracyjnej Konin stał się stolicą województwa konińskiego (był nią do 1998 roku).
W 1976 roku terytorium miasta powiększono o 7 sołectw (w tym: Gosławice, Maliniec, Pątnów, Łężyn i Międzylesie). W 1976 roku rozpoczęło swoją działalność Towarzystwo Przyjaciół Miasta Konina (kontynuator działalności Konińskiego Towarzystwa Regionalnego, działającego od 1963 roku). Od tego roku w Hucie Aluminium organizowano plenery malarskie i rzeźbiarskie, których wynikiem były m.in. rzeźby plenerowe umieszczone na terenie miasta. W tym też roku w mieście rozpoczął działalność Ośrodek Oddziaływania Kulturalno-Oświatowego Uniwersytetu im. A. Mickiewicza w Poznaniu. Działały tu też punkty konsultacyjne Akademii Ekonomicznej i Politechniki w Poznaniu. W 1977 roku odsłonięto aluminiowy pomnik Lotników. W tym samym roku powstało Towarzystwo Przyjaciół Konina, będącego kontynuatorem Konińskiego Towarzystwa Regionalnego. W 1978 roku na ulicy Kolskiej wystawiono pomnik Zofii Urbanowskiej dłuta K. Łukaszewskiego. Pod koniec lat 70. w czynie społecznym budowano park Przyjaźni o powierzchni 90 ha. W 1979 roku ukazał się pierwszy numer Przeglądu Konińskiego. W grudniu 1981 roku wybuchły strajki w Szpitalu Wojewódzkim oraz Hucie Aluminium „Konin”. Z całego województwa konińskiego, w ówczesnym czasie, zostało internowanych kilkadziesiąt osób. Pomoc humanitarną prześladowanym przez komunistów udzieliła m.in. parafia św. Maksymiliana Kolbe w Koninie.

### Okres po 1989 roku
Po 1989 roku, w wyniku zmian gospodarczych i politycznych, doszło do likwidacji konińskiego przemysłu. Zamknięto Cukrownię Gosławice, Wydział Elektrolizy Huty Aluminium „Konin”, Konwart, Brykietownię „Konin” oraz Zakład Odlewniczy FUGO-Odlew.
1 lipca 1992 roku utworzono Komendę Wojewódzką PSP w Koninie, Komendę Rejonową i dwie jednostki ratowniczo-gaśnicze kat. B.
W 1998 roku w Koninie powstała Państwowa Wyższa Szkoła Zawodowa (późniejsza Akademia Nauk Stosowanych).
W wyniku reformy administracyjnej od 1 stycznia 1999 Konin przestał być miastem wojewódzkim, a stał się miastem na prawach powiatu i siedzibą powiatu konińskiego w województwie wielkopolskim. W 1990 prezydentem został Marek Waszkowiak, który sprawował urząd do 1994 roku. Jego następca, Kazimierz Pałasz, rządził przez 4 kadencje w latach 1994–2010. W latach 2010–2018 prezydentem był Józef Nowicki. Od 2018 roku funkcję tę pełni Piotr Korytkowski z Platformy Obywatelskiej, który zakończył trwającą od 24 lat obsadę SLD na tym stanowisku.
W 2007 roku otwarto nową przeprawę przez Wartę.
W 2011 roku oddano do użytku bulwar nad Wartą.
21 grudnia 2015 roku do eksploatacji przekazano Zakład Termicznego Unieszkodliwiania Odpadów Komunalnych w Koninie.
W 2021 roku oddano do użytku wiadukt Przemysła II.

## Demografia
- Wykres liczby ludności Konina na przestrzeni ostatnich sześciu stuleci[49][50][51]

Największą populację Konin odnotował w 2000 r. – według danych GUS 83 517 mieszkańców.
Według prognoz liczba ludności Konina do 2030 r. spadnie do 64 331 mieszkańców. Prognoza na 2050 rok przewiduje już tylko 45 623 mieszkańców.

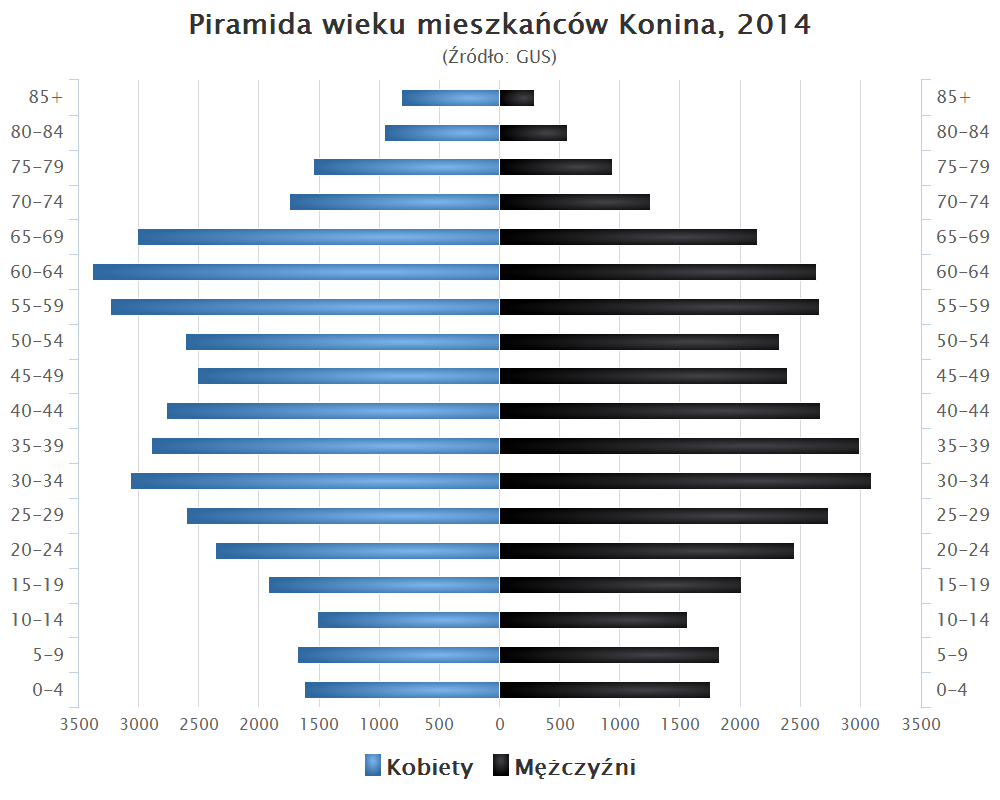
Piramida wieku mieszkańców Konina w 2014 roku

Dane z 31 grudnia 2017 roku:
| Opis                              | Ogółem | Ogółem | Kobiety | Kobiety | Mężczyźni | Mężczyźni |
| --------------------------------- | ------ | ------ | ------- | ------- | --------- | --------- |
| jednostka                         | osób   | %      | osób    | %       | osób      | %         |
| populacja                         | 74 834 | 100    | 39 438  | 52,7    | 35 396    | 47,3      |
| gęstość zaludnienia (mieszk./km²) | 910    | 910    | 479,6   | 479,6   | 430,4     | 430,4     |

Dane z 31 grudnia 2020 roku:
| Opis                              | Ogółem | Ogółem | Kobiety | Kobiety | Mężczyźni | Mężczyźni |
| --------------------------------- | ------ | ------ | ------- | ------- | --------- | --------- |
| jednostka                         | osób   | %      | osób    | %       | osób      | %         |
| populacja                         | 72 539 | 100    | 38 324  | 52,8    | 34 215    | 47,2      |
| gęstość zaludnienia (mieszk./km²) | 902,1  | 902,1  | 476,3   | 476,3   | 425,8     | 425,8     |

## Zabytki
Konin posiada ciekawą starówkę z trzema placami miejskimi i zachowanym zabytkowym układem architektonicznym. Najcenniejszym zabytkiem jest kamień milowy – najstarszy zachowany w Europie Środkowo-Wschodniej „znak drogowy”, powstały po czasach rzymskich.

### Zabytki na Starówce
(część Konina położona na lewym brzegu Warty)
Grodzisko Kaszuba – odkryte w 1966 roku, datowane na VI–VII wiek naszej ery, w wieku X–XII rozrosło się do 120 metrów średnicy, położone u ujścia Powy, na szlaku ze Starego Miasta przez Rumin i bród na Warcie do wsi Chorzeń koło Konina. Grodzisko pełniło głównie funkcję kontrolną nad przeprawą przez Wartę. Zachowane pozostałości to resztki wałów, długie na 15 metrów, szerokie na 6 metrów i wysokie na 2,30 metra nad poziom rzeki.
Słup Koniński – najstarszy znak drogowy w Europie Środkowo-Wschodniej. Stoi przy kościele św. Bartłomieja na konińskiej Starówce. Inskrypcja na nim głosi, że został ufundowany przez komesa Piotra Włostowica w 1151 roku. Pierwotnie (do 1828 r.) stał obok konińskiego zamku, czyli na obecnym Pl. Zamkowym (dawniej zwanym Rynkiem Garncarskim, a przez ludność żydowską Tepper Mark). Wskazywał połowę drogi z Kalisza do Kruszwicy. W 2010 r. przeprowadzono jego renowację.
Kościół św. Bartłomieja, gotycki, o układzie bazylikowym, trójnawowy. Pochodzi z XIV w. Od południowej strony posiada dwie kaplice: gotycką NMP i renesansową koninianina, Jana Zemełki, w której znajdują się bogato intarsjowane stalle z ornamentami roślinnymi, ptakami i jednorożcami oraz gotycka rzeźba Matki Boskiej z XVI wieku. W kruchcie bocznej z 1866 r. znajduje się gotycka chrzcielnica. Sklepienia: siatkowe w prezbiterium oraz gwiaździste w nawach. Polichromię i witraże wykonał w latach 1908–1910 Eligiusz Niewiadomski, późniejszy zabójca pierwszego prezydenta RP Gabriela Narutowicza. Drzwi frontowe posiadają brązowe maszkarony z XV wieku, w kształcie lwich głów. W kościele i jego kompleksie można podziwiać:
- epitafium Mikołaja Grochowskiego wykonane z alabastru,
- cenny nagrobek Stanisława Przyjemskiego – marszałka wielkiego koronnego (styl późnorenesansowy),
- prastary kamienny krzyż wmurowany w północnej skarpie wykonany z piaskowca;
- jeden z kamieni milowych na drodze Kalisz – Kruszwica
- dzwonnicę kościelną z 1878 r., ufundowaną przez koninianina, Walentego Modrzejewskiego.
- plebanię kościoła farnego, wybudowaną na początku XX wieku w stylu klasycystycznym ozdobioną pilastrami jońskimi.
- w skarbcu kościelnym znajduje się kielich z 1536 r. wykonany przez konińskiego mistrza złotnika, Bartłomieja.

Zespół klasztorny oo. Reformatów. Klasztor oo. Reformatów, wybudowany w 1733 r., na planie podkowy, z wirydarzem pośrodku. Posiada dwie kondygnacje, oddzielane gzymsem kordonowym. U zbiegu skrzydeł północnego i wschodniego znajduje się rotunda na cokole (pierwotnie biblioteka).
Kościół św. Marii Magdaleny, wybudowany w 1727 r., w stylu barokowym. Posiada jedną nawę i trzy późnobarokowe ołtarze z połowy XVIII w. W kościele znajdują się też dwie zabytkowe rzeźby: ludowa Pietà Chrystusa Frasobliwego z 1430 r. oraz gotycka Madonna z Dzieciątkiem z 1490 roku.
Klasycystyczny ratusz, zaprojektowany przez Andrzeja Pelletiera, został wybudowany między 1796 a 1803 na ówczesnym rynku, o średniowiecznym układzie urbanistycznym i kształcie mocno wydłużonego wrzeciona na osi północ–południe. Ze względu na ograniczoną szerokość rynku i rozchodzące się jezdnie, przyległe do ścian ratusza, „uformowały” nietypowe ustawienie bocznych ścian i dlatego rzut tego 2-kondygnacyjnego budynku ma kształt trapezu. Dach jest 4-spadowy, pokryty dachówką, a przez nietypowy rzut posiada unikatowe połacie boczne – płaszczyzny prostokreślne o kształcie paraboloid hiperbolicznych. Ratusz posiada nadbudowaną osiemnastowieczną wieżą zegarową licowaną drewnem (zegar pochodzi z klasztoru w Lądzie). Fronton z 4 kolumnami doryckimi wielkiego porządku i trójkątnym tympanonem z herbem Konina. Wnętrza przyozdobione są witrażami z początku XX w., a sufit Sali Rady Miejskiej – stiukowym plafonem
Jatki Miejskie, wybudowane w stylu klasycystycznym w początku XIX w., ozdobione kolumnadą w stylu doryckim. Obecnie pełnią funkcję sali ratuszowej.
Synagoga. Wybudowana w latach 1825–1829, nawiązuje w stylu do budowli bizantyńskich. Pierwotnie budynek stanowił bryłę na planie prostokąta. W 1883 roku do strony północnej na całej długości dobudowano dwukondygnacyjny element z przeznaczeniem na salę modlitw dla kobiet, a w części zachodniej przedsionek. Znajdowała się tam biblioteka miejska, która została przeniesiona na ulicę Dworcową. Nie istnieje już żydowsk talmudyczny „dom nauki” („bes medresz” – „bet ha-midrasz”) znajdujący się obok synagogi, zbudowany w 1883 roku. W 2016 roku budek został zburzony.
Rynek (dawniej zwany Dużym Rynkiem, Rynkiem Pierwszym, obecnie Plac Wolności). Do 1786 r. na jego środku stał ratusz. Przy rynku stoją:
- Kamienica Jana Zemełki, wybudowana w końcu XVI w. Była pierwszym murowanym budynkiem świeckim w mieście. Cechy renesansowe utraciła po kilku przebudowach. Jest dwukondygnacyjna, z dwuspadowym dachem. Sklepienia: beczkowe w sieni i piwnicach, a kolebkowo-krzyżowe w piwnicach i na parterze.
- Gmach Starostwa Powiatowego w Koninie. Budynek o wyraźnych cechach klasycystycznych, kryty dachem naczółkowym, powstał w 1828 r. według projektu architekta T.K. Pelletiera, Budowniczego Obwodu Konińskiego. Miał być siedzibą władz rozległego obwodu konińskiego. Obwód tworzyły ówczesne powiaty koniński i pyzderski, z których w 1866 r., po reformie administracyjnej zaboru rosyjskiego, utworzono po raz pierwszy w historii powiaty kolski, turecki i słupecki. Powiat koniński wydatnie zmniejszono, a pyzderski zniknął na zawsze.
- Kamienica klasycystyczna na narożniku Pl. Wolności i ul. Zofii Urbanowskiej ozdobiona pilastrami jońskimi oraz tympanonem z wieńcem i datą 1840. Przed II wojną światową mieścił się w niej Hotel Litewski.
- Kamienica zwana „Grodzką” klasycystyczna z I połowy XIX wieku na Placu Wolności, ornamentowana pilastrami jońskimi oraz ozdobiona gankiem z dwustronnymi schodami. W czasach carskich więzienie (więziono tam legendarnego kapucyna ks. Maksymiliana Tarejwę, dowódcę powstania styczniowego na ziemi konińskiej). Przed II wojną światową mieścił się w niej Hotel Polski.
- Zajazd „Pod Jelonkiem” położony na skrzyżowaniu ul. Kolskiej i 3 Maja. Wybudowany w końcu XVIII wieku. Długi, narożnikowy, jednokondygnacyjny budynek z poddaszem posiadający skromne cechy klasycystyczne. Nad wjazdem na podwórze zachowany herb zajazdu – jelonek.

Zespół kamienic staromiejskich, dwu- i trzykondygnacyjnych, rzadziej jednokondygnacyjnych. Budowane od XVI do XX wieku. Większość zabudowy z początku i I połowy XIX wieku. W Rynku (obecnie Plac Wolności) 6 stylowych kamienic klasycystycznych, w dalszych okolicach klasycyzujące, np. stylowa kamienica rejenta Sikorskiego z II połowy XIX wieku, kamienica Essowej z ok. 1850 r., neoklasycystyczna kamienica „Stary Dom”, kamienica Koliber, kamienice przy ulicy 3 maja i na Placu Zamkowym.
Pozostałe zabytki konińskiej starówki:
- Kościół ewangelicko-augsburski Świętego Ducha i jego plebania z XIX wieku.
- Eklektyczny pałac E. Reymonda z 1880 r.
- Budynek dawnego więzienia z XIX wieku, obecnie Centrum Kształcenia Ustawicznego
- Dworek Zofii Urbanowskiej, pisarki, honorowej obywatelki miasta, z 2 połowa XIX wieku.
- Park Miejski im. Fryderyka Chopina z połowy XIX wieku. Najstarszy park w mieście, posiada liczne okazy starego drzewostanu, zwierzyniec, place zabaw dla dzieci.
- Elektrownia miejska, wzniesiona przez Niemców w 1916 r., dawniej mieszcząca również łaźnie
- Szkoła Powiatowa, ul. Kościelna 2
- Most Toruński

### Centrum

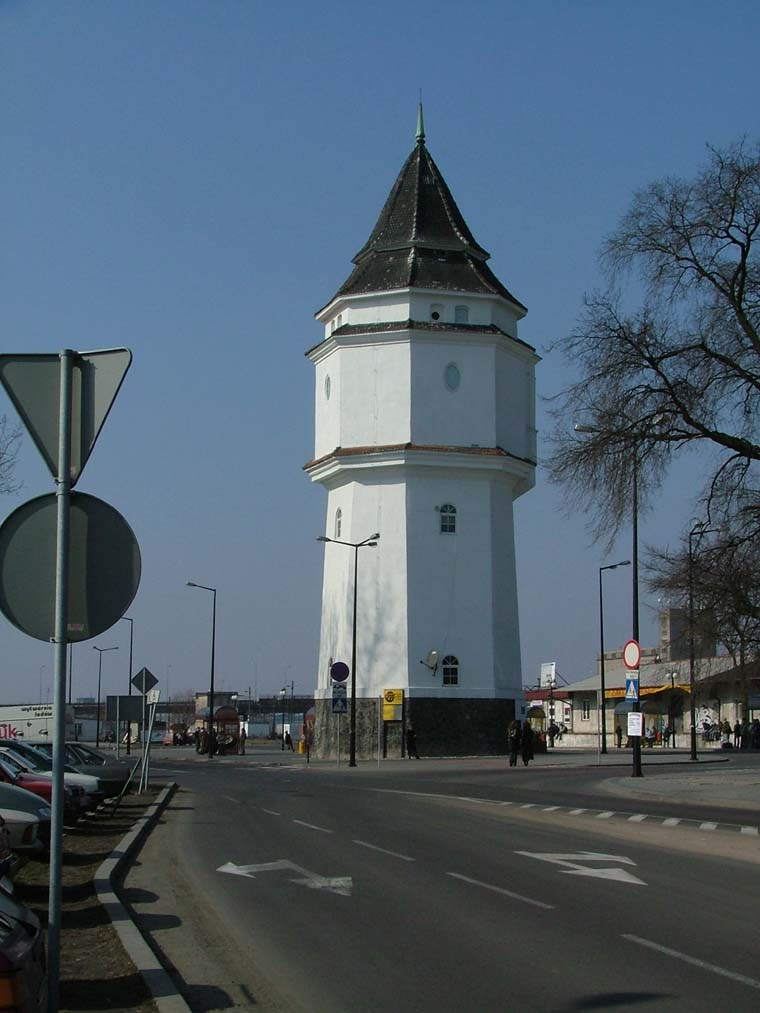
Wieża ciśnień mieści galerię sztuki Wieża Ciśnień (2004)

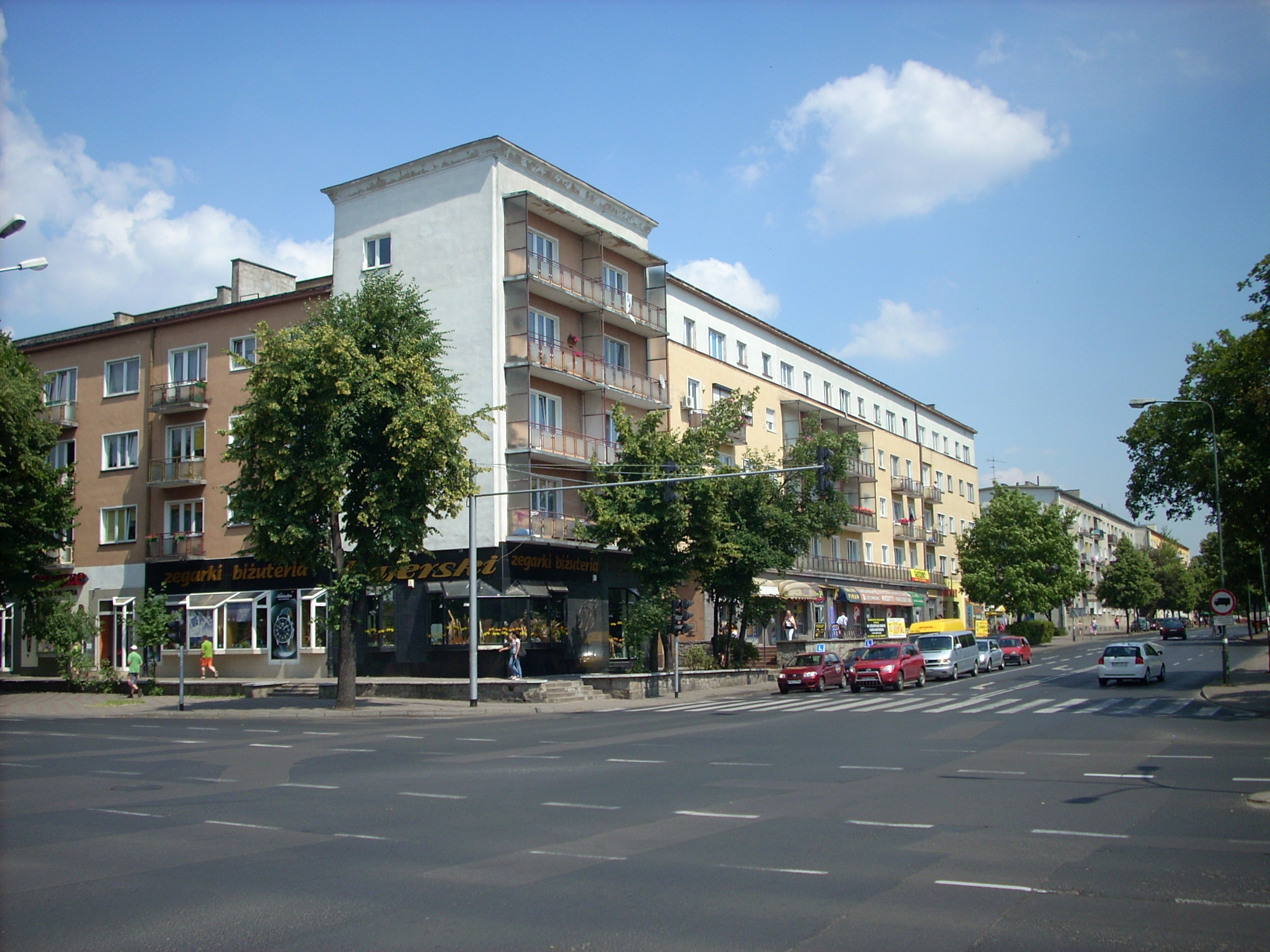
Skrzyżowanie Al. 1 Maja i ul. Dworcowej (2008)

- Zabytkowe wieże ciśnień: jedna z początku lat 20. XX w. położona przy dworcu PKP (obecnie galeria Wieża Ciśnień), druga z początku lat 40. XX w. przy ulicy Parowozownia.
- „Dworek” z początku XX w. przy Alejach 1 Maja, dawny pałacyk ślubów. Obecnie w odrestaurowanym „dworku” mieści się hotel i restauracja „Pałacyk”.
- „Dworek” z początku XX w. przy ul. Bydgoskiej 7 – obecnie w odrestaurowanym budynku mieści się siedziba firmy „Provident”.

### Gosławice

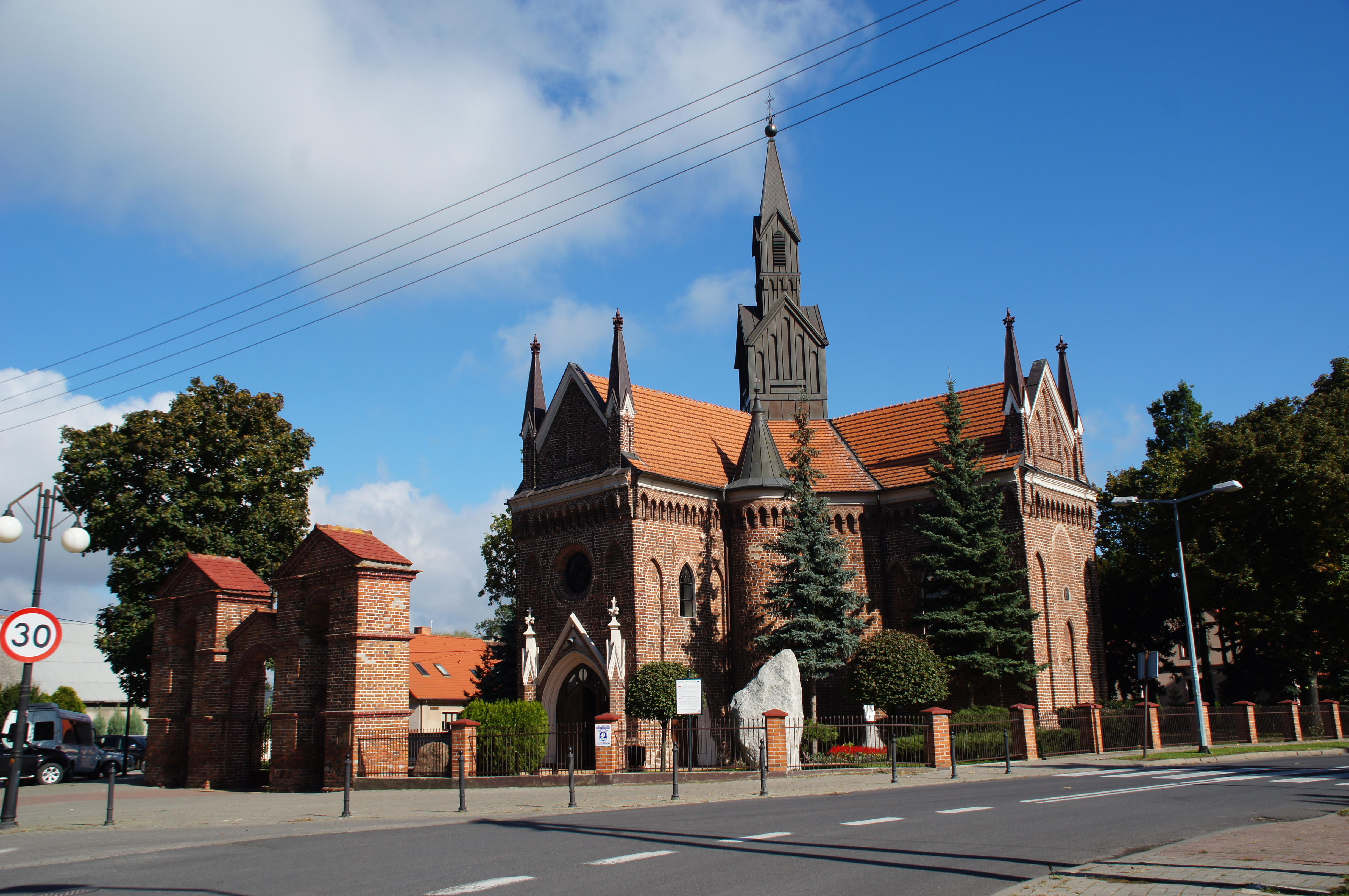
Kościół św. Andrzeja w Koninie-Gosławicach

Gosławice to dawna wieś pod Koninem, obecnie dzielnica miasta.

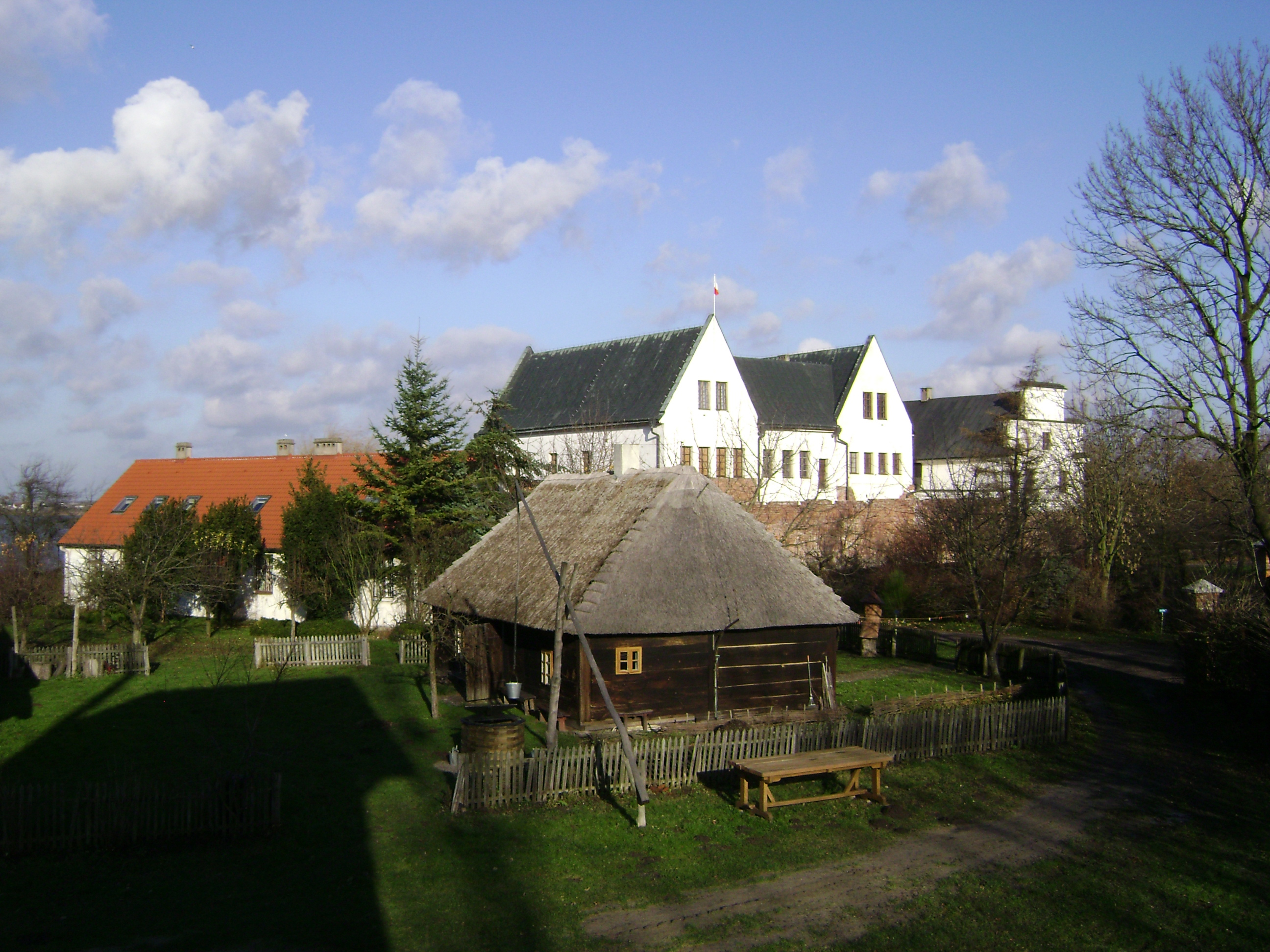
Zamek w Koninie-Gosławicach i znajdujący się obok zamku skansen

- Zamek, wybudowany w latach 1420–1426 przez biskupa poznańskiego Andrzeja Łaskarza herbu Godziemba, gotycki. Rezydencję typu dwór obronny zbudowano bez wieży. Pierwotnie zachowały się mury do wysokości I piętra oraz mur zewnętrzny. Po odrestaurowaniu w 1978–1986 siedziba Muzeum Okręgowego.
- Skansen budownictwa wiejskiego w sąsiedztwie zamku – wiatraki, kuźnia, stodoły oraz zrekonstruowany dwór z XIX wieku. Dwukondygnacyjny, o konstrukcji szachulcowej, kryty dwuspadowym dachem łamanym.
- Kościół św. Andrzeja Apostoła w Gosławicach, gotycko-neogotycki. Ufundowany przez właściciela Gosławic biskupa poznańskiego Andrzeja Łaskarza herbu Godziemba. Zbudowany na planie krzyża greckiego. Sklepienie palmowe wspiera centralnie usytuowana kolumna. Do ośmiobocznej nawy przylegają tworząc ramiona krzyża: prezbiterium, dwie kaplice i kruchta. Wewnątrz kościoła są trzy neogotyckie ołtarze z końca XIX wieku oraz ośmioboczna chrzcielnica kamienna z początku XVI w. Kościół częściowo zrujnowany w XVII wieku został odbudowany w latach 1755–1775. Dachy i wieżyczka w stylu neogotyckim pochodzą z końca XIX wieku, w końcu XX wieku dokonano renowacji dachu oraz przebudowano wieżyczkę, podwyższając ją.
- Spichlerz – zbudowany w stylu klasycystycznym w 1838 roku przez Hektora Kwileckiego, właściciela dóbr Gosławice.
- Budynek gorzelni z XIX wieku.

### Morzysław
Dawna wieś Morzysław w1967 roku została włączona w skład Konina:
- Neobarokowy kościół św. Wojciecha z 1905–1914, wzniesiony częściowo na fundamentach starszej świątyni z XVIII w
- Dzwonnica kościoła św. Wojciecha z 1902 roku
- Cmentarz kościelny z XIV–XV w. (ul. Staromorzysławska).

## Podział administracyjny miasta

Mapa administracyjna Konina.

Konin oficjalnie podzielony jest na 19 obrębów:
- Część lewobrzeżna (tzw. stary Konin)
  - Wilków
    - Górka

  - Pawłówek
    - Osiedle Armii Krajowej
    - Osiedle Józefa Bema

  - Przydziałki
    - Krykawka
    - Osiedle Romana Dmowskiego
    - Osiedle Władysława Sikorskiego
    - Osiedle Przydziałki
    - Osiedle Jana Zemełki

  - Starówka
    - Przedmieście Kolskie
    - Wyspa Pociejewo (zachodnia część)

  - Osada
    - Wyspa Pociejewo (wschodnia część)

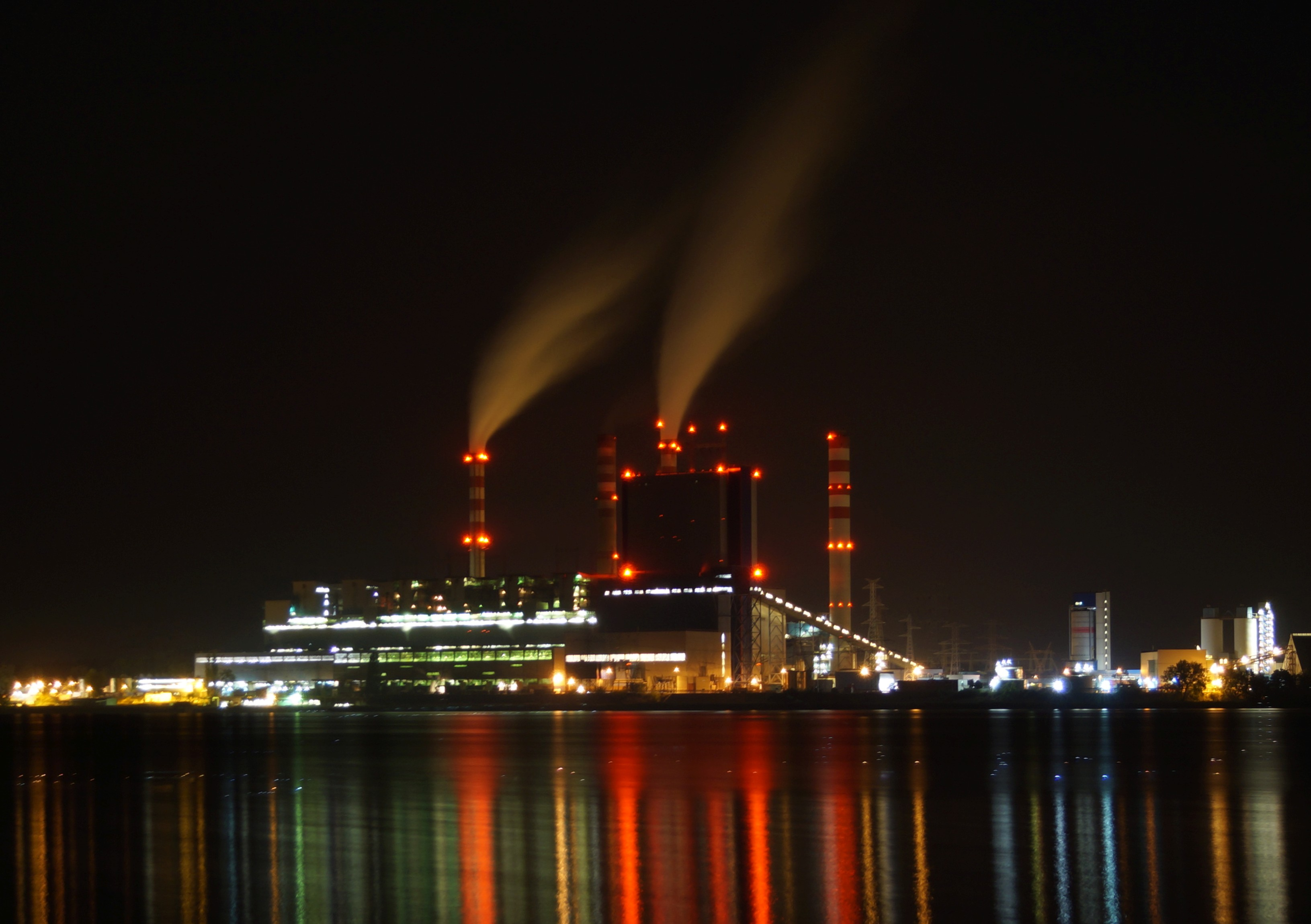
Elektrownia „Pątnów” nocą

- Część prawobrzeżna (tzw. nowy Konin)
  - Nowy Dwór
    - Kaszuba

  - Chorzeń
  - Czarków
    - Osiedle I
    - Osiedle II
    - Osiedle III
    - Osiedle IV im. Legionów
    - Os. Zatorze

  - Glinka
    - Os. Glinka
    - Osiedle V
    - Osiedle Va
    - Kurów

  - Morzysław
  - Grójec
    - Gąsawy

  - Laskówiec
  - Niesłusz
    - Marantów

  - Międzylesie
  - Maliniec
    - Sulanki

  - Gosławice
    - Gaj

  - Mieczysławów
    - Beniów
    - Janów

  - Pątnów
  - Łężyn
    - Os. Cukrownia Gosławice

Od 2023 zniesiono oficjalnie części miasta o nazwach Gosławice-Parcele i Wydartów.

## Gospodarka

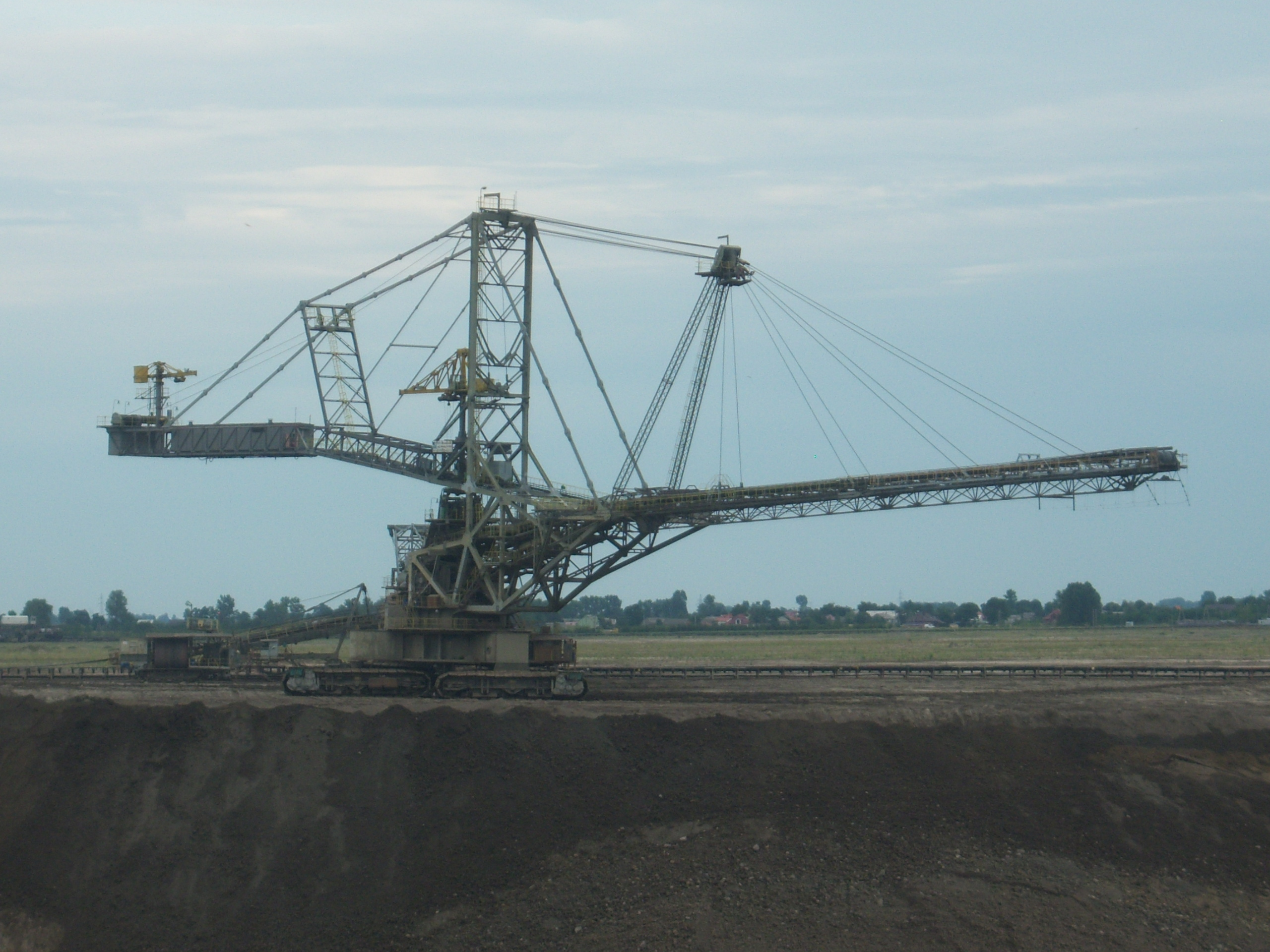
Zwałowarka KWB Konin

Konin jest głównym ośrodkiem przemysłu, Konińskiego Zagłębia Węgla Brunatnego. Obecność złóż węgla brunatnego w pobliżu miasta zadecydowała o powstaniu Zespołu Elektrowni Pątnów-Adamów-Konin, który dostarcza ok. 8,5% wytwarzanej w Polsce energii elektrycznej. 3 spośród 4 elektrowni należących do Zespołu położone są na obszarze Konina. W mieście znajduje się również jedyna w Polsce huta aluminium, która jeszcze do niedawna wykorzystywała znaczną część energii elektrycznej produkowanej przez konińskie elektrownie, z uwagi na energochłonność hutnictwa aluminium. Obecnie, po zamknięciu wydziału elektrolizy, zapotrzebowanie na energię jest dużo mniejsze. Huta aluminium (obecnie Gränges Konin), wytwarza ponad 90 tys. ton wyrobów walcowanych rocznie. Dwie konińskie elektrownie oraz nowo wybudowana elektrownia Pątnów II produkują blisko 8,5% mocy krajowej. Miasto słynęło także z przemysłu odzieżowego, w mieście działały 3 duże zakłady odzieżowe między innymi dawny oddział gnieźnieńskiego Polanexu przekształcony po 1990 roku w ZPO Konwart, który w 2009 roku ogłosił upadłość. Stopa bezrobocia w mieście według stanu na koniec 2018 r. wynosiła 6,2%. W Powiatowym Urzędzie Pracy zarejestrowanych było 2225 mieszkańców miasta.
W Koninie znajduje się port rzeczny łączący miasto z Morzem Bałtyckim.
W 2013 r. wydatki budżetu samorządu Konina wynosiły 404,63 mln zł, a dochody budżetu 394,66 mln zł. Zadłużenie (dług publiczny) samorządu na koniec 2013 r. wynosiło 116,5 mln zł, co stanowiło 29,51% wysokości jego dochodów.
W Koninie (w dzielnicy Gosławice) planowana jest budowa elektrowni jądrowej.

## Transport

### Transport drogowy
Konin jest węzłem drogowym. Tuż przy południowej granicy Konina przebiega Autostrada A2 Świecko – Stryków (Łódź), będąca częścią trasy europejskiej E30. Połączenie z autostradą zapewniają dwa węzły: Modła (z drogą krajową nr 25) oraz Konin Wschód (z drogą krajową nr 72). Miasto przecina droga krajowa nr 92 łącząca Rzepin z Łowiczem i droga krajowa nr 25 z Bobolic do Oleśnicy.
- Autostrada A2 Świecko – Stryków, która jest częścią trasy europejskiej E30 (Cork – Omsk)
- Droga krajowa nr 25: Bobolice – Bydgoszcz – Inowrocław – Konin – Kalisz – Ostrów Wielkopolski – Oleśnica
- Droga krajowa nr 72: Konin – Turek – Łódź – Rawa Mazowiecka
- Droga krajowa nr 92: Rzepin – Poznań – Września – Konin – Koło – Kutno – Łowicz (alternatywna dla autostrady A2)
- Droga wojewódzka nr 264: Konin – Kleczew (ul. Kleczewska przez wiadukt Pokoju (dawniej Briański) nad linią kolejową nr 3; zbudowanym w 1985 i zmodernizowanym w l. 2012–2013 do ronda Konin (drogi krajowe nr 25 i 92))
- Droga wojewódzka nr 266: Konin – Sompolno – Piotrków Kujawski – Radziejów – Aleksandrów Kujawski – Ciechocinek

#### Mosty

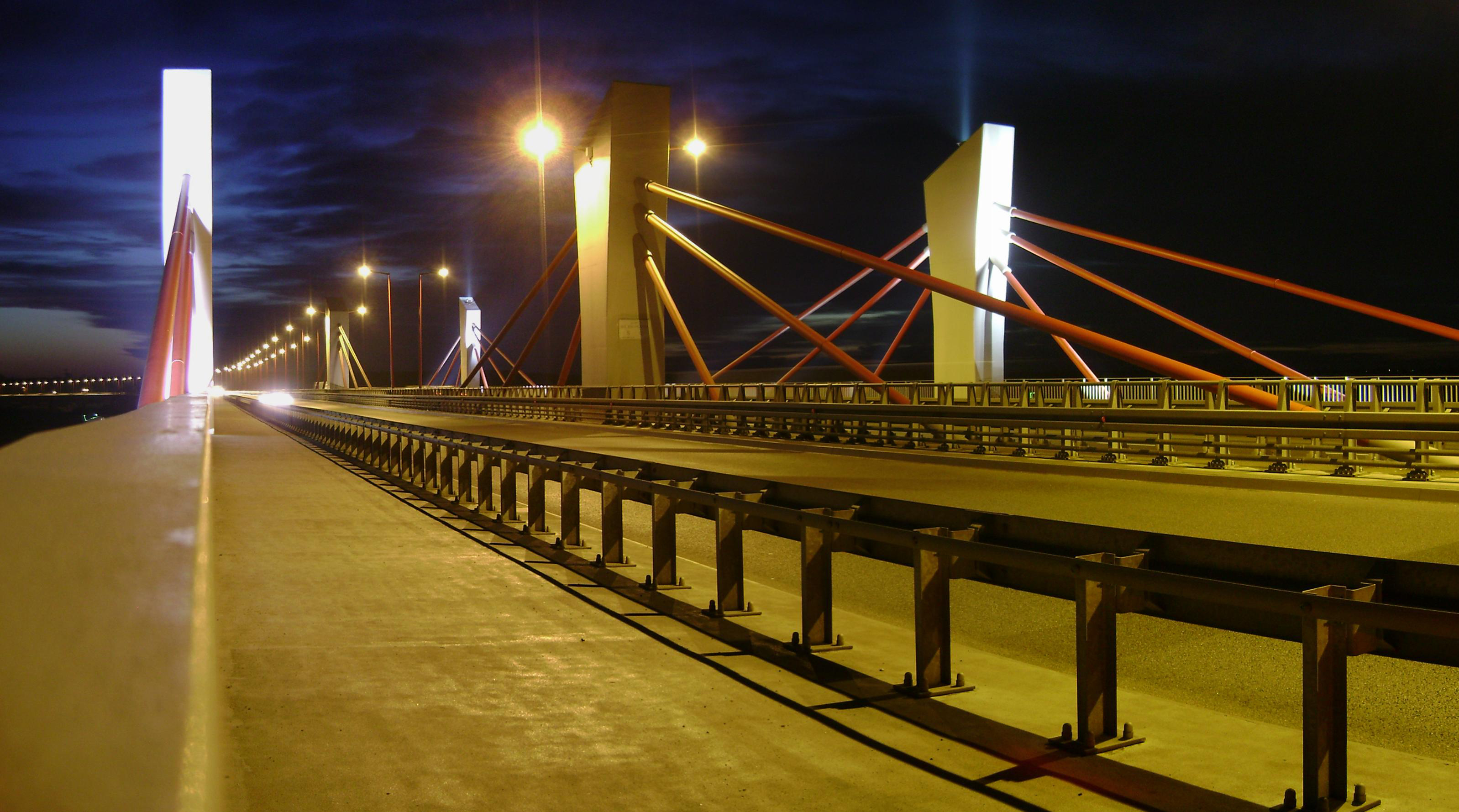
Most Unii Europejskiej w Koninie

W obrębie miasta znajdują się cztery mosty drogowe na Warcie: dwa łączące dzielnice południowe z północnymi: Most im. Marszałka Józefa Piłsudskiego w ciągu drogi krajowej nr 92 i Most Unii Europejskiej w ciągu drogi krajowej nr 25 oraz dwa mosty komunikujące Starówkę: Most Warszawski w ciągu drogi krajowej nr 92 i Most Toruński w ciągu ulicy Wojska Polskiego, a także most na Kanale Warta-Gopło w ciągu drogi wojewódzkiej nr 266.

#### Transport autobusowy
Komunikację autobusową w Koninie i okolicach zapewnia przedsiębiorstwo PKS Konin oraz prywatni przewoźnicy: Euromatpol i Andrew Bus. Do Konina kursują m.in. autobusy PKS Poznań, PKS Łódź, PKS Turek, Kujawsko-Pomorskiego Transportu Samochodowego, Mobilis PKS Mrągowo, PKS Gniezno, PKS Tomaszów Mazowiecki i Arriva Bus Polska oraz prywatnych przewoźników: Nadgoplańskiej Komunikacji Autobusowej w Kruszwicy, Trako Bus Wrocław, Andrew Bus Uniejów, BP Tour Lublin, Eko-Stamar Końskie. Konin posiada bezpośrednie połączenia autobusowe z Poznaniem, Wrocławiem, Łodzią, Bydgoszczą, Lublinem, Giżyckiem, Toruniem, Włocławkiem i in. Najpopularniejsze kierunki lokalne to Słupca, Turek, Koło, Licheń, Zagórów, Tuliszków, Ślesin, Kramsk i Kleczew.

##### Komunikacja miejska

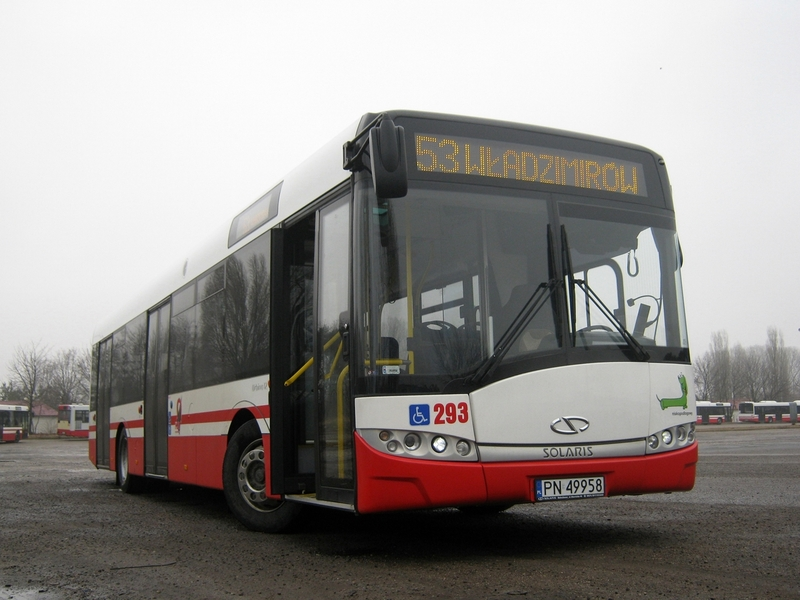
Solaris Urbino MZK Konin

Miejski Zakład Komunikacji (MZK Konin) zapewnia przewozy autobusowe na terenie miasta i jego najbliższych okolic. Obsługuje 22 linie, mając do dyspozycji 59 autobusów, w tym 7 przegubowych.

### Transport kolejowy
Początki kolei żelaznych w Koninie sięgają początku XX w. W 1912 roku otwarto kolej wąskotorową Cukrowni Gosławice o prześwicie 750 mm, przedłużoną w 1914 roku (podczas I wojny światowej) do Czarkowa pod Koninem (stacja Konin Wąskotorowy). W styczniu 1922 oddano do użytku 111 km 2-torową normalnotorową linię kolejową Kutno – Konin – Strzałkowo.
Obecnie Konin jest stacją węzłową na 475 km 2-torowej zelektryfikowanej linii kolejowej Frankfurt nad Odrą–Poznań–Kutno–Warszawa Zachodnia, będącym częścią międzynarodowej trasy E20 Berlin – Moskwa.
Od maja 1974 do maja 1996 funkcjonowała w ruchu pasażerskim 14,3 km linia kolei normalnotorowej z centrum miasta przez Niesłusz, Marantów, Maliniec, Gosławice, Pątnów do Kazimierza Biskupiego. Własne normalnotorowe linie kolejowe posiada także KWB Konin, do przewozu węgla brunatnego z odkrywek do elektrowni Pątnów i Konin – około 100 km szlaków o napięciu 2,4 kV, z czego najdłuższe to:
- Lubstów/Kramsk–Drzewce–Elektrownia Konin

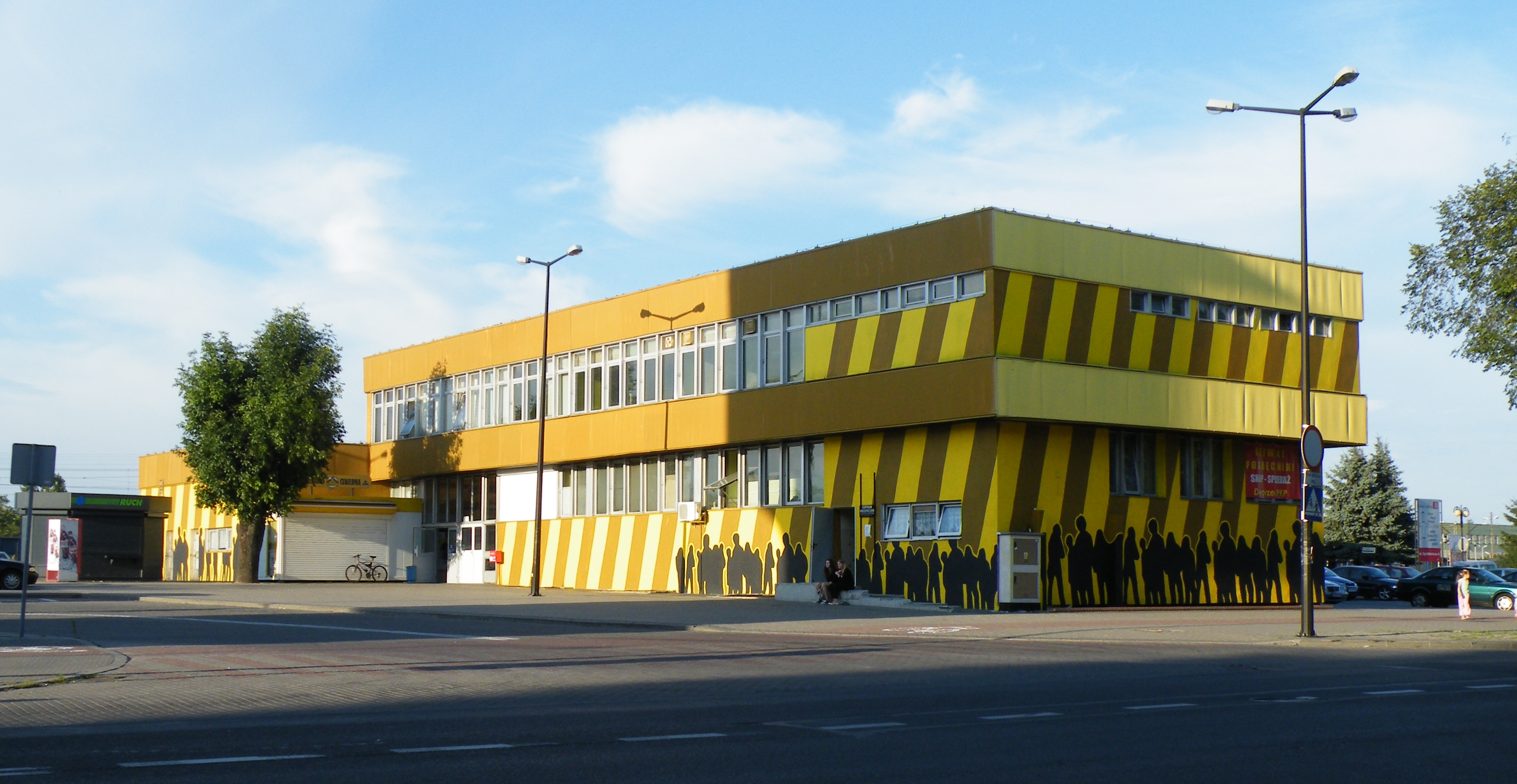
Dworzec kolejowy w Koninie

- Kleczew–Pątnów

Stacje kolejowe
- Konin
- Konin Zachód

### Transport wodny
Rzeka Warta oraz Kanał Ślesiński umożliwiają komunikację drogami wodnymi z głównymi rzekami Polski: Wisłą i Odrą. W dzielnicy Morzysław (Konin) znajduje się port rzeczny oraz śluza.

### Transport lotniczy
Około 12 km od miasta, w Kazimierzu Biskupim znajduje się lądowisko Konin-Kazimierz Biskupi.
W 2012 przy ul. Szpitalnej oddano do użytku sanitarne lądowisko.

## Edukacja
Przedszkola:
- Nr: 1, 2, 4, 5, 6, 7, 8, 10, 11, 12, 13, 14, 15, 16, 17, 25, 31, 32 oraz niepubliczne

Szkoły podstawowe:

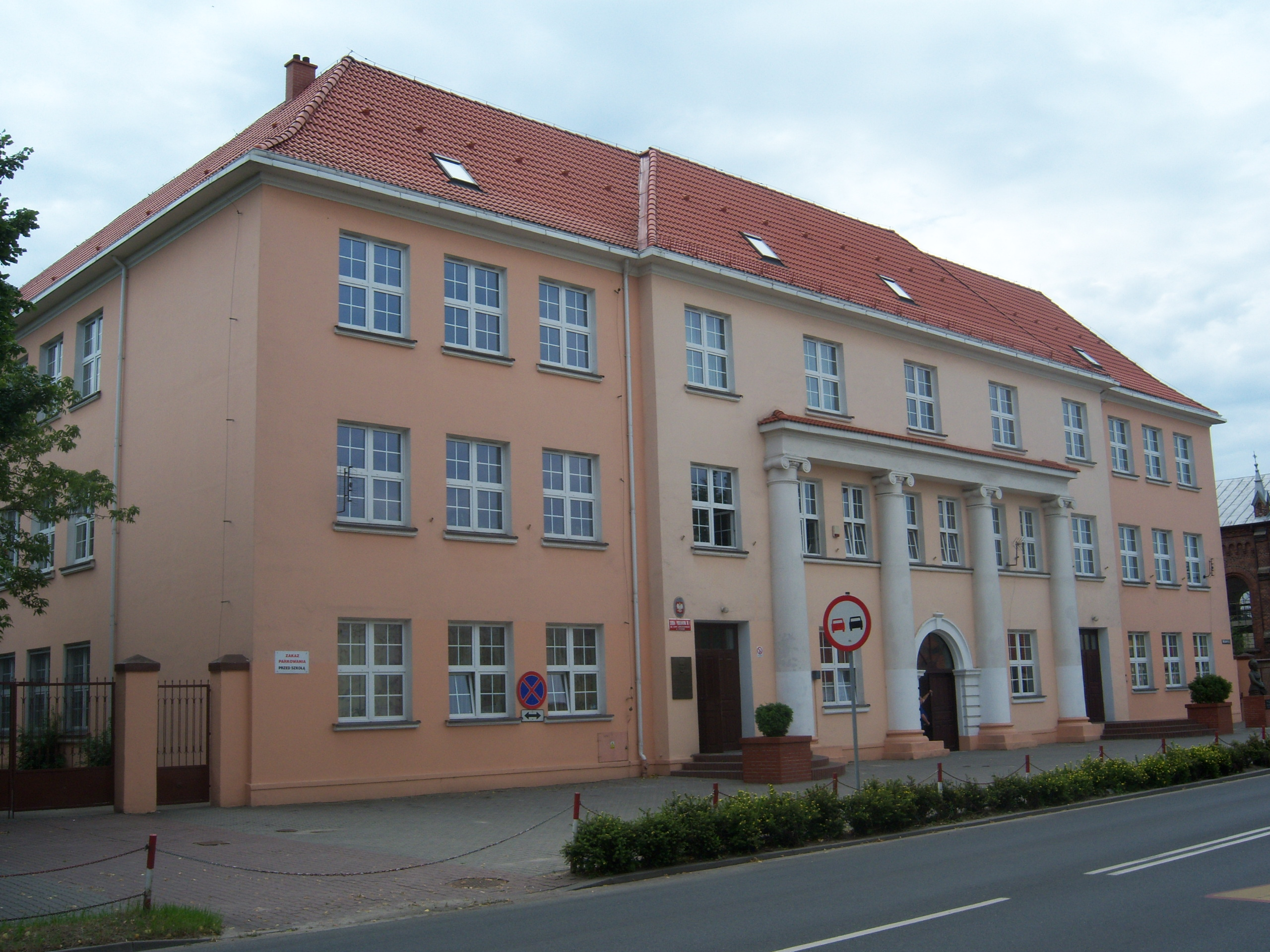
Szkoła Podstawowa nr 1 w Koninie

- Nr: 1, 3, 4, 6, 7, 8, 9, 10, 11, 12, 15

Szkoły ponadpodstawowe:
- I Liceum Ogólnokształcące im. Tadeusza Kościuszki
- II Liceum Ogólnokształcące im. Krzysztofa Kamila Baczyńskiego
- III Liceum Ogólnokształcące im. Cypriana Kamila Norwida[69]
- Konińskie Centrum Edukacyjne
- Zespół Szkół Górniczo-Energetycznych im. Stanisława Staszica
- Zespół Szkół Technicznych
- Zespół Szkół Budownictwa i Kształcenia Zawodowego im. Eugeniusza Kwiatkowskiego (dawniej ZS Budowlanych im. Eugeniusza Kwiatkowskiego)
- Zespół Szkół Centrum Kształcenia Ustawicznego im. Stefana Batorego
- Zespół Szkół im. Mikołaja Kopernika
- Rzemieślnicza Szkoła Zawodowa Cechu Rzemiosł Różnych[70]

Uczelnie:

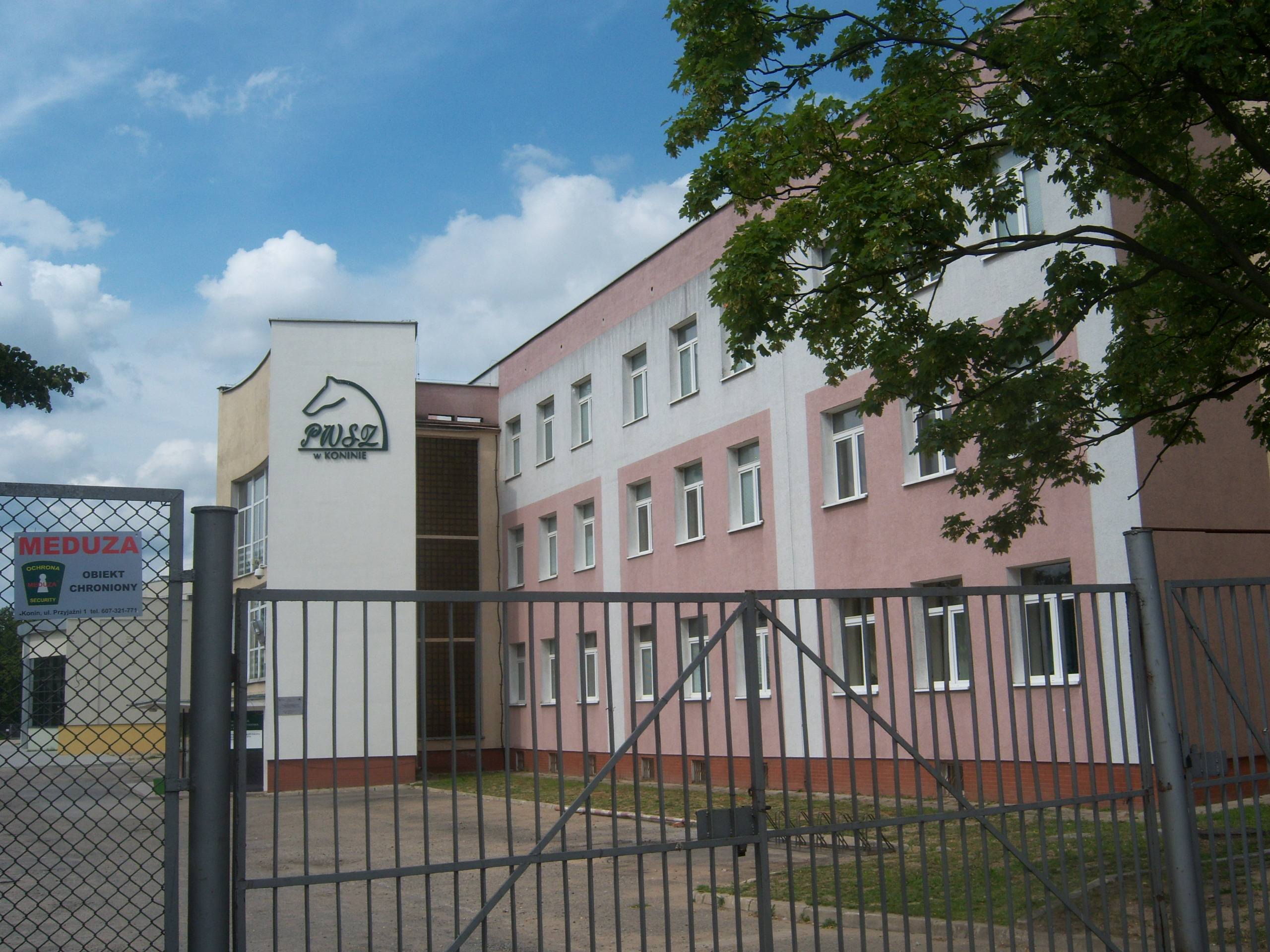
Akademia Nauk Stosowanych – budynek przy ulicy Popiełuszki w Koninie-Morzysławiu

- Akademia Nauk Stosowanych w Koninie
- Wyższa Szkoła Umiejętności Społecznych w Poznaniu, wydział zamiejscowy w Koninie[potrzebny przypis]
- Wyższa Szkoła Kadr Menedżerskich w Koninie[71]
- Wyższa Szkoła Pedagogiczno-Techniczna w Koninie[72]

Inne instytucje oświatowe:
- Kuratorium Oświaty w Poznaniu – Delegatura w Koninie
- Szkoła Muzyczna I i II Stopnia im. I.J. Paderewskiego w Koninie

Placówki oświatowe:
- Bursa Szkolna nr 1 im. Ryszarda Michalskiego
- Centrum Kształcenia Praktycznego w Koninie
- Centrum Kształcenia Ustawicznego im. Stefana Batorego w Koninie
- Międzyszkolny Ośrodek Sportowy w Koninie
- Miejska Poradnia Psychologiczno-Pedagogiczna
- Miejski Ośrodek Doskonalenia Nauczycieli
- Młodzieżowy Dom Kultury
- Specjalny Ośrodek Szkolno-Wychowawczy im. Janusza Korczaka w Koninie
- Schronisko Młodzieżowe

## Kultura

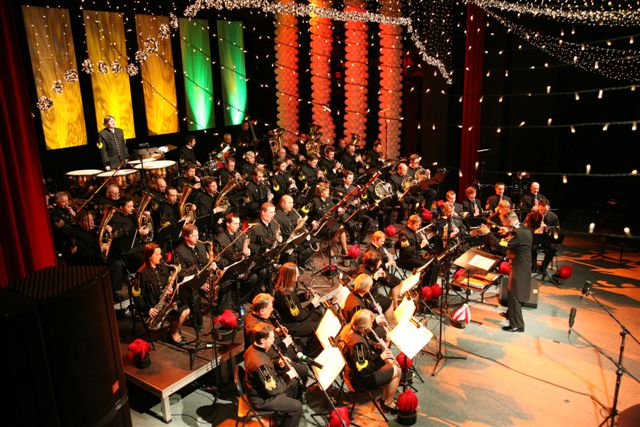
Orkiestra Dęta KWB Konin

Corocznie, w czerwcu, odbywa się Międzynarodowy Dziecięcy Festiwal Piosenki i Tańca, w którym uczestniczą wykonawcy z Europy oraz miast partnerskich.
W Koninie znajduje się Muzeum Okręgowe z 14 wystawami stałymi i skansenem etnograficznym.
W mieście działa Orkiestra Dęta KWB Konin, a także chór Konin Gospel Choir.
Cykliczne imprezy artystyczno-kulturalne odbywające się w Koninie:
- Międzynarodowy Dziecięcy Festiwal Piosenki i Tańca
- Międzynarodowy Festiwal Muzyki Gospel „Gospel nad Wartą”
- Międzynarodowy Festiwal „Bluesonalia”
- Ogólnopolski Konkurs Pianistyczny dla Szkół Muzycznych
- Ogólnopolski Festiwal Pianistyczny „Chopinowskie Interpretacje Młodych”
- Ogólnopolski Konkurs Filmów Amatorskich
- Ogólnopolski Konkurs Gitary Klasycznej
- Ogólnopolski Konkurs Poetycki o „Nagrodę Milowego Słupa”
- Festiwal Jazzonalia
- Konińskie Derby Kabaretowo-Estradowe
- HardCore Show – cykl koncertów ze sceny hardcore punk w latach 1998–2005
- Punkowe Słoneczko – cykl koncertów punkowych, hardcore punk, crust punk

### Ośrodki kultury
- Centrum Kultury i Sztuki w Koninie
- Koniński Dom Kultury
- Młodzieżowy Dom Kultury
- Osiedlowy Dom Kultury Zatorze
- Dom kultury Oskard
- Centrum Kultury Chrześcijańskiej
- Klub „Energetyk” (należący obecnie do Młodzieżowego Domu Kultury)
- Studio „Pax” – muzyczna scena hardcore

### Biblioteki
- Biblioteka ANS[44]

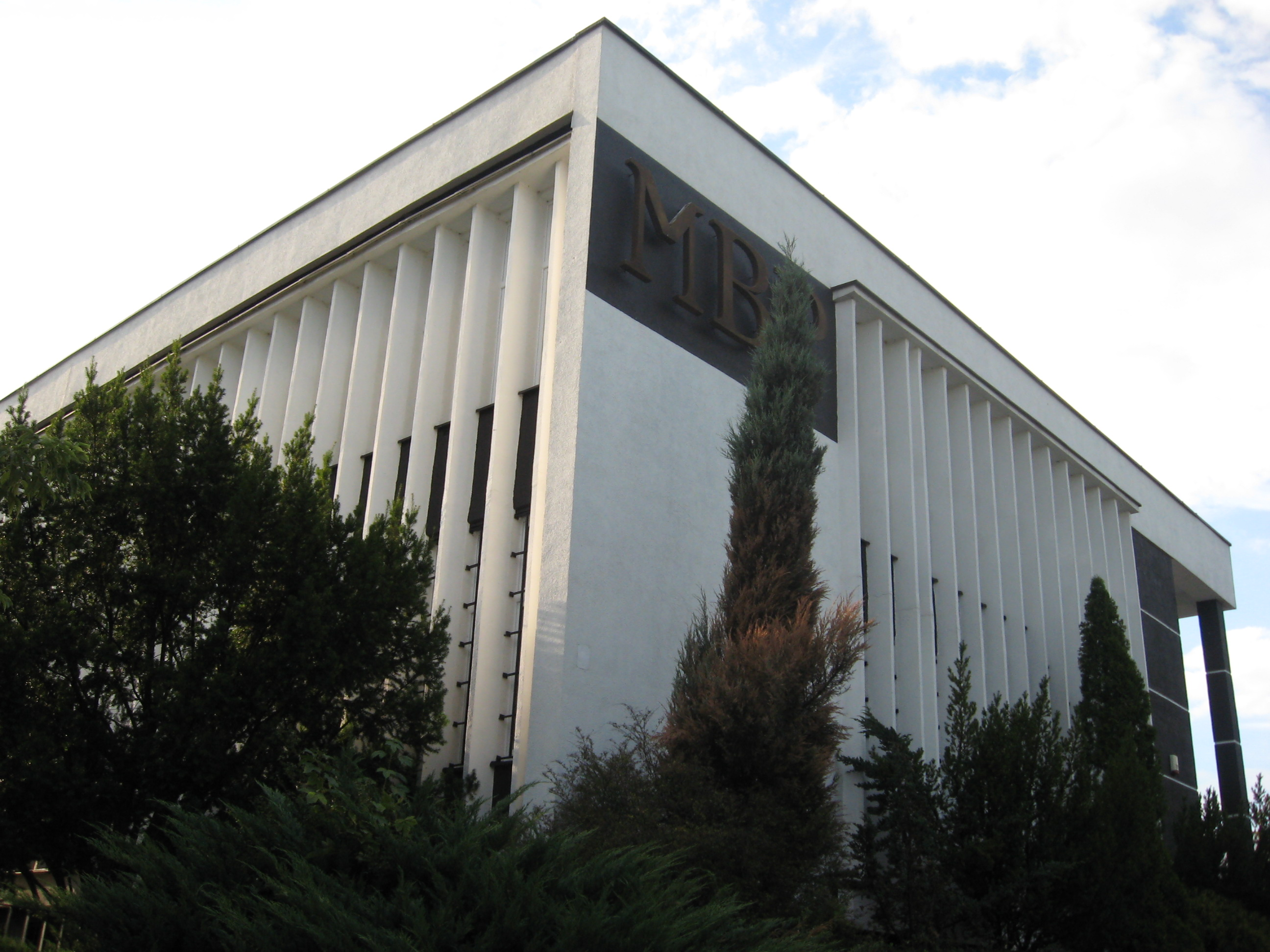
Konin – Miejska Biblioteka Publiczna

- Miejska Biblioteka Publiczna i jej filie; filia muzyczna; filia dla niewidomych; filia dla dzieci
- Publiczna Biblioteka Pedagogiczna

### Kina
- „Centrum”
- „Helios w Galerii Nad Jeziorem”
- „Oskard”
- „Górnik” – dawny Kinoteatr „Polonia” (aktualnie nieczynne)

### Galerie
- „Giotto”
- „Wieża ciśnień”
- „Przegląd koniński”
- „Łaźnia”
- „Wieża bez ciśnień”
- „Pod Biblioteką”
- „Zakątek”
- „Na Glince”

## Media
- Portal konin.naszemiasto.pl
- Przegląd Koniński
- Kultura OK (Portal kulturalny Facebook)
- Portal regionalny – LM.pl
- Kurier Koniński
- Życie Konina – dodatek do Głosu Wielkopolskiego
- Konińska Gazeta Internetowa www.powiatkoninski.pl
- Niezależny portal lokalny – toKonin.pl
- RMF MAXX Konin (byłe Radio Konin)
- Radio Konin FM
- Eska2 106 FM
- Meloradio 99,6 FM (byłe Radio Zet Gold) (jeszcze wcześniej Planeta FM (Konin, Słupca))
- Telewizja Wielkopolska
- TV Konin www.telewizjakonin.pl
- Telewizja – Wirtualna.TV
- Portal regionalny – Wirtualny Konin
- Portal konińskiej młodzieży – M.Konin.pl
- Portal Konińskiej Starówki – konin-starowka.pl
- Portal Bezpieczny Konin – bezpieczny.konin.pl
- Portal Konin24.info
- Portal infokonin.pl
- Muzyczny Konin (portal Facebook)

## Religia
W Koninie funkcjonuje 10 kościołów rzymskokatolickich, 5 protestanckich oraz dwie Sale Królestwa Świadków Jehowy. Do 1924 roku na północnym skrawku placu Wolności stała pułkowa Cerkiew prawosławna pw. Trójcy Świętej wybudowana ok. 1890 roku.

### Kościoły rzymskokatolickie

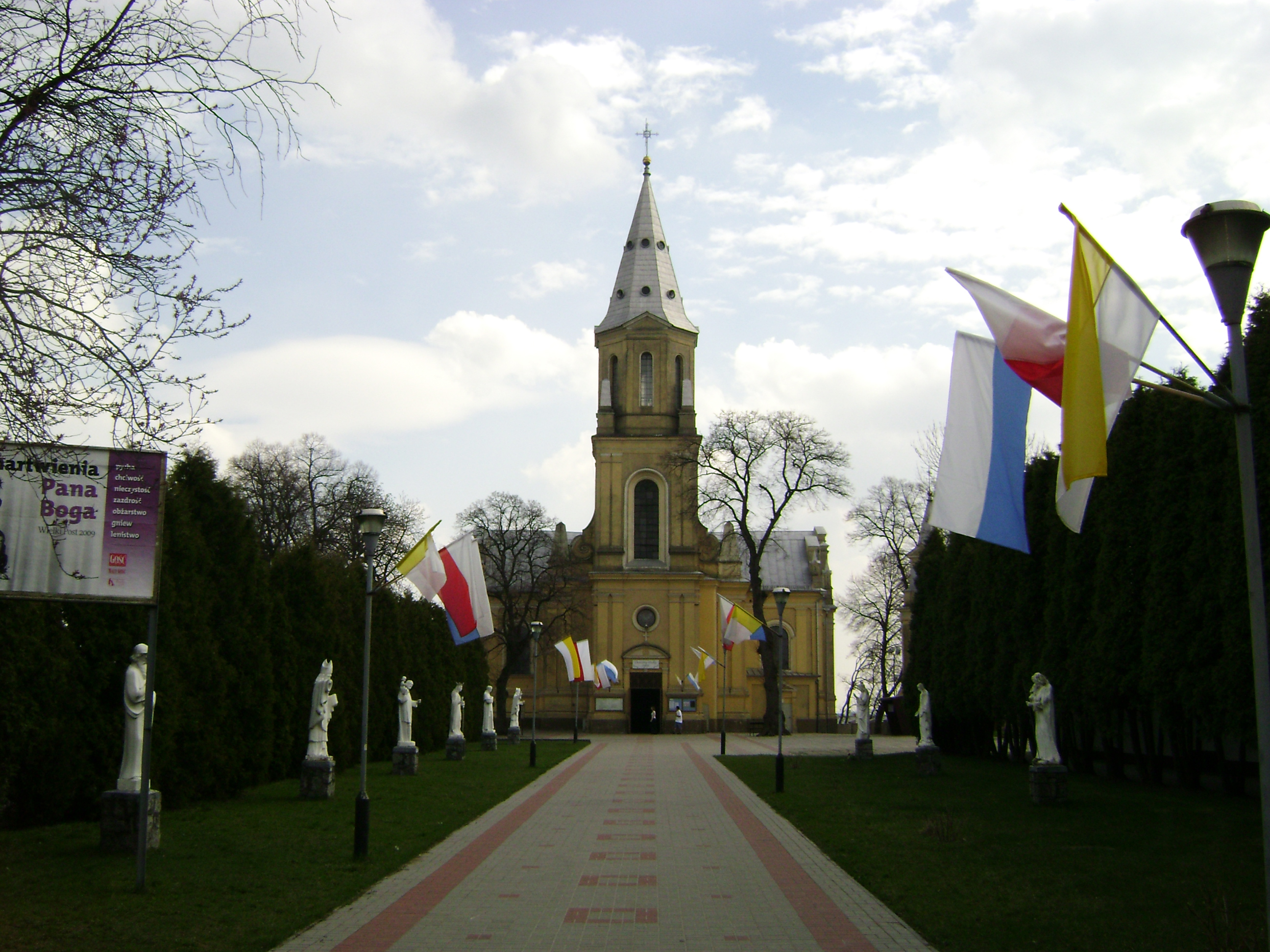
Kościół św. Wojciecha w Koninie-Morzysławiu

Kościoły rzymskokatolickie pod wezwaniem:
- św. Bartłomieja (kościół farny)
- św. Teresy od Dzieciątka Jezus
- św. Marii Magdaleny
- bł. Jerzego Matulewicza
- św. Maksymiliana
- św. Wojciecha
- św. Faustyny
- św. Andrzeja Apostoła
- Najświętszej Maryi Panny Królowej Polski
- Miłosierdzia Bożego

### Kościoły protestanckie

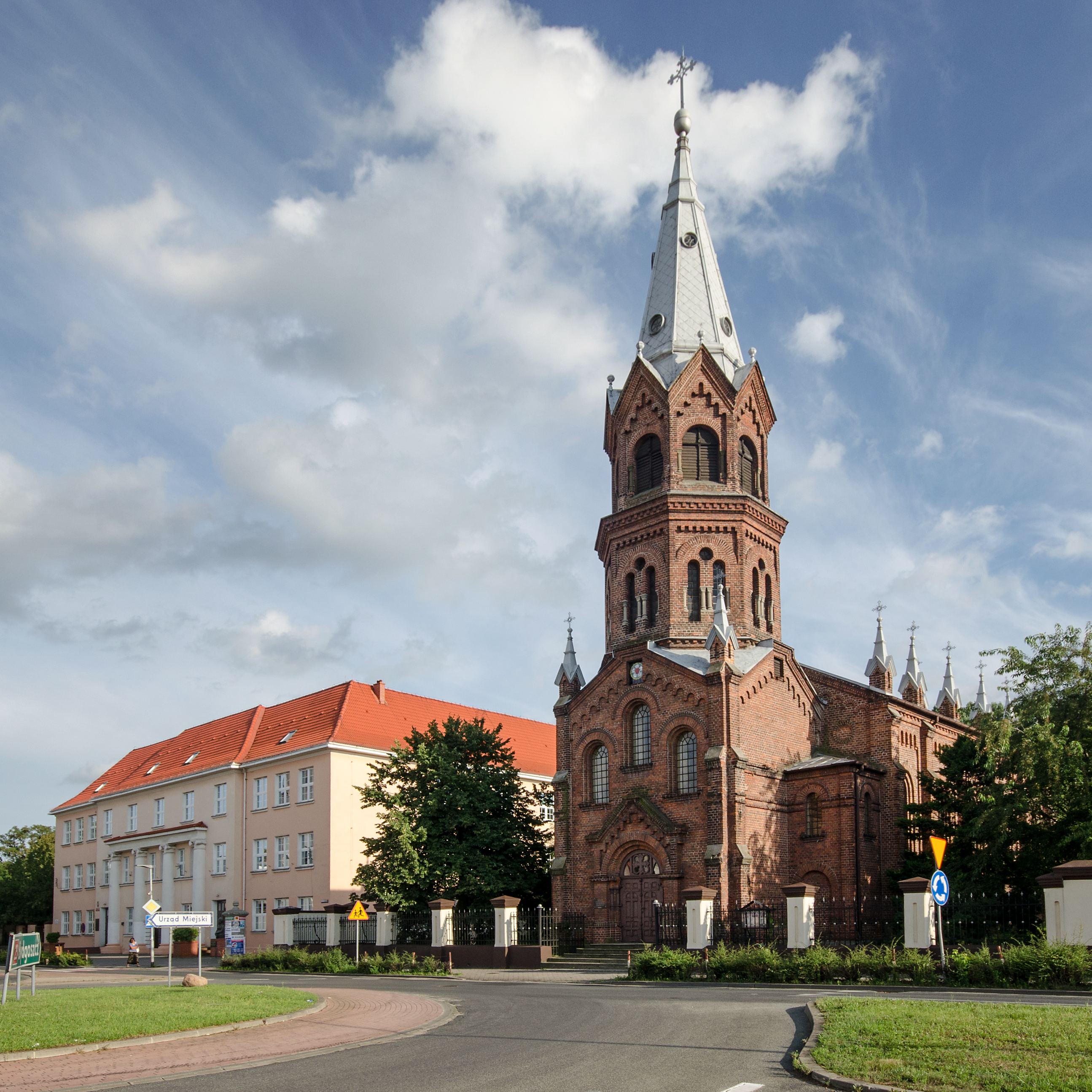
Kościół ewangelicko-augsburski Świętego Ducha

- Kościół Adwentystów Dnia Siódmego w RP:
  - zbór w Koninie[76]
- Kościół Chrześcijan Baptystów w RP:
  - zbór w Koninie[77]
- Kościół Chrześcijan Wiary Ewangelicznej:
  - zbór „Betel”[78]
- Kościół Ewangelicko-Augsburski w RP:
  - parafia w Koninie[79]
- Kościół Zielonoświątkowy w RP:
  - zbór „Emmanuel”[80]
  - zbór „Chrystus Dla Wszystkich”[80]

### Inne
- Świadkowie Jehowy[81][82]
  - 4 zbory (Konin–Centrum, Konin–Glinka, Konin–Starówka, Konin–Zatorze), 2 Sale Królestwa[74]

## Cmentarze
- Komunalny
- Parafialny pw. św. Andrzeja Apostoła
- Parafialny pw. św. Wojciecha
- Parafialny pw. św. Bartłomieja
- Wojskowy z lat I wojny światowej
- Stary cmentarz żydowski
- Nowy cmentarz żydowski
- Cmentarz parafialny w Łężynie

Najstarszym konińskim cmentarzem jest cmentarz parafii pw. św. Bartłomieja przy ulicy Kolskiej. Znajdują się tam groby z początku XIX wieku: katolickie, protestanckie i prawosławne. Tu mieści się też grobowiec konińskiej powieściopisarki Zofii Urbanowskiej.

## Sport i rekreacja

### Kluby sportowe
- Konińskie Ludowe Towarzystwo Cyklistów KLTC Konin (kolarstwo)
- KKF Konin (futsal)
- Klub Bokserski „Zagłębie” (boks)
- Klub Sportowy Górnik Konin (piłka nożna)
- Klub Sportowy „Medyk” (piłka nożna kobiet)
- AZS PWSZ Konin (piłka nożna kobiet)
- Koniński Klub Szermierczy (szermierka)
- Cukrowniczy Klub Sportowy „Sparta” (piłka nożna)
- Klub Żeglarski „Energetyk” (żeglarstwo)
- Klub Żeglarski Kopalni Węgla Brunatnego (żeglarstwo)
- TS-R Hetman Konin (szachy)
- SZSiR „Start” Konin (piłka ręczna)
- Koniński Klub Tenisowy (tenis ziemny)
- Konińskie Stowarzyszenie Sportów Walki – Shooters Konin (MMA)
- Konińskie Stowarzyszenie Rolkarskie „SkateKon” (rolkarstwo)
- UKS Górnik Judo Konin (judo)[83]
- Konińskie Centrum Ju-jitsu (ju-jitsu)
- UKS Samuraj Konin (ju-jitsu)
- Akayama Konin (ju-jitsu)[84]
- UKS Smecz Konin (tenis stołowy)
- KTPS Konin (piłka siatkowa kobiet)
- Klub Biegacza „Aktywni” Konin (jogging)[85]
- Konińskie Stowarzyszenie Sportowe KSS Mustang (koszykówka)[85]
- Konińskie Towarzystwo Pływackie Iskra (pływanie)[85]
- Polski Związek Wędkarski – Okręg Polskiego Związku Wędkarskiego w Koninie (wędkarstwo)[85]
- Polski Związek Łowiecki – Zarząd Okręgowy w Koninie (myślistwo)[85]
- Szkoła Dalekowschodnich Sztuk Walki – Aikido (aikido)[85]
- Stowarzyszenie Morsy Konin (morsowanie)[85]

### Obiekty sportowe
- Stadion Miejski im. Złotej Jedenastki Kazimierza Górskiego
- Stadion KS „Górnik” Konin
- Stadion lekkoatletyczny przy ANS w Morzysławiu
- Hala Sportowa MOSiR
- Basen MOSiR
- Miejski Obiekt Sportu i Rekreacji Hala „Rondo”
- Ośrodek szermierczy
- Korty tenisowe TKKF „Lokator”
- Hala sportowa MKS MOS
- Hala „Shootersów”

## Ochotnicza Straż Pożarna
- OSP Grójec;
- OSP Gosławice;
- OSP Cukrownia Gosławice;
- OSP Morzysław;
- OSP Chorzeń[86];
- OSP Starówka[87][88]

## Pozostałe organizacje pozarządowe
- Bank Żywności w Koninie
- Cech Rzemiosł Różnych w Koninie
- Fundacja „Mielnica”
- Fundacja im. Doktora Piotra Janaszka „Podaj Dalej”
- Fundacja Konin Dzieciom
- Fundacja na Rzecz Rozwoju Dzieci i Młodzieży „Otwarcie”
- Konińska Fundacja Kultury
- Konińskie Stowarzyszenie Abstynentów „Szansa”
- Konińskie Towarzystwo Muzyczne
- Krajowe Stowarzyszenie Sołtysów
- Lokalna Organizacja Turystyczna Marina
- Polski Czerwony Krzyż – Oddział Rejonowy w Koninie
- Polskie Towarzystwo Turystyczno-Krajoznawcze Oddział w Koninie
- Stowarzyszenie „Helianthus” przy hospicjum im. Jana Pawła II w Koninie
- Stowarzyszenie „Razem Damy Radę”
- Stowarzyszenie Absolwentów i Sympatyków II Liceum „Morzysław”
- Stowarzyszenie Akcja Konin
- Stowarzyszenie Koniński Uniwersytet Trzeciego Wieku
- Stowarzyszenie Profilaktyki Społecznej „Etap”[89]
- Stowarzyszenie Monar, Poradnia Profilaktyczno-Konsultacyjna
- Towarzystwo Inicjatyw Obywatelskich Konin
- Towarzystwo Przyjaciół Dzieci – Oddział Powiatowy w Koninie
- Towarzystwo Przyjaciół Konina
- Wodne Ochotnicze Pogotowie Ratunkowe Województwa Wielkopolskiego – Zarząd Rejonowy w Koninie
- Związek Strzelecki Strzelec Józefa Piłsudskiego – Jednostka Strzelecka 4057 w Koninie
- Związek Harcerstwa Polskiego Chorągiew Wielkopolska – Hufiec Konin
- Związek Kombatantów RP i Byłych Więźniów Politycznych
- Związek Sybiraków – Oddział w Koninie
- Szwadron Kawalerii Ziemi Konińskiej
- Stowarzyszenie Aktywności Lokalnej „Młodzi-Aktywni”[85]

## Współpraca międzynarodowa
Miasta partnerskie:
- Akmenė
- Joniskis
- Briańsk – 4 marca 2022 r. zerwanie współpracy w związku z rosyjskim atakiem na Ukrainę[91]
- Czerniowce
- Doblena
- Hénin-Beaumont
- Herne
- Karłowo
- Santa Susanna
- Sundsvall
- Wakefield
- Reczyca – 4 marca 2022 r. zerwanie współpracy w związku ze wsparciem przez Białoruś rosyjskiego ataku na Ukrainę.[92]
- Ungheni
- Deyang